# Montereau-Fault-Yonne
Montereau-Fault-Yonne, prononcé [mɔ̃tʁofotjɔn], est une commune française située dans le département de Seine-et-Marne en région Île-de-France.
Couramment appelée « Montereau », elle ne doit pas être confondue avec la commune de Montereau dans le Loiret ou avec la commune de Montereau-sur-le-Jard, en Seine-et-Marne, à 6 km au nord de Melun.
En 2022, elle est la 14e ville la plus peuplée de Seine-et-Marne avec 21 840 habitants selon le dernier chiffre officiel.

## Géographie

### Localisation
Située aux confins du Gâtinais au sud, de la Brie au nord, de la Bassée à l'est, la ville tient son nom de sa position géographique au confluent de l'Yonne et de la Seine. Mais le débit de l'Yonne étant supérieur à celui de la Seine à la confluence, c'est géographiquement la Seine qui se jette dans l'Yonne.

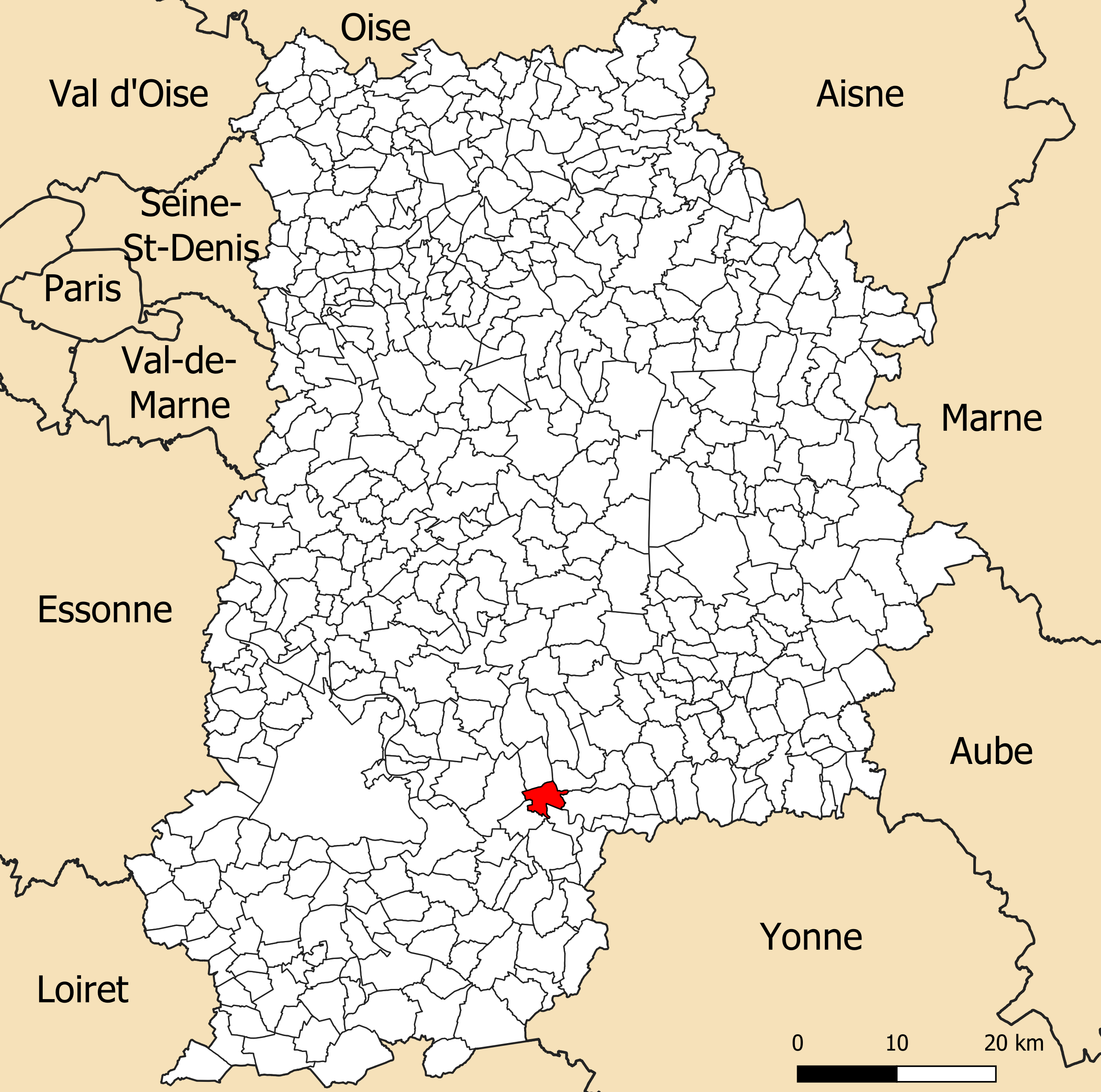
Localisation de la commune de Montereau-Fault-Yonne dans le département de Seine-et-Marne.

### Communes limitrophes

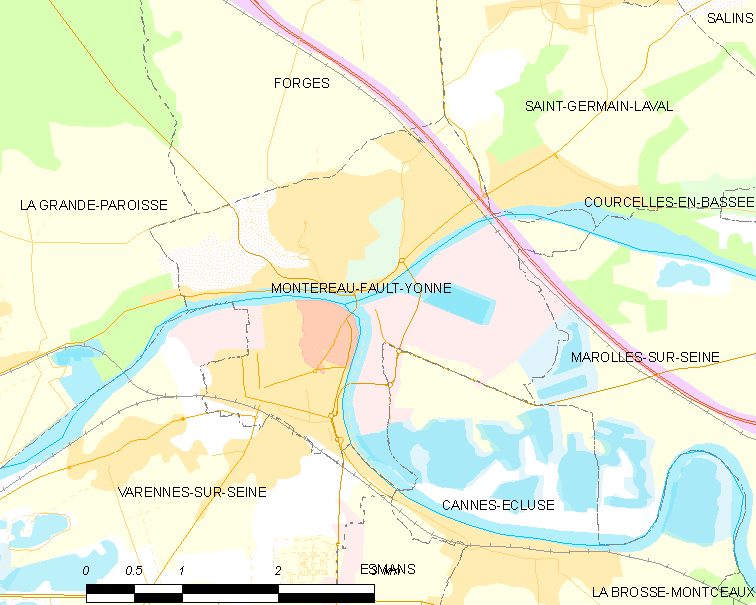
Carte des communes limitrophes de Montereau-Fault-Yonne.

|                    | Forges                | Saint-Germain-Laval |
| La Grande-Paroisse | Montereau-Fault-Yonne | Marolles-sur-Seine  |
| Varennes-sur-Seine |                       | Cannes-Écluse       |

### Géologie et relief
La commune est classée en zone de sismicité 1, correspondant à une sismicité très faible. L'altitude varie de 47 mètres à 121 mètres pour le point le plus haut, le centre de la ville se situant à environ 51 mètres d'altitude (hôtel de ville).

### Hydrographie

#### Réseau hydrographique

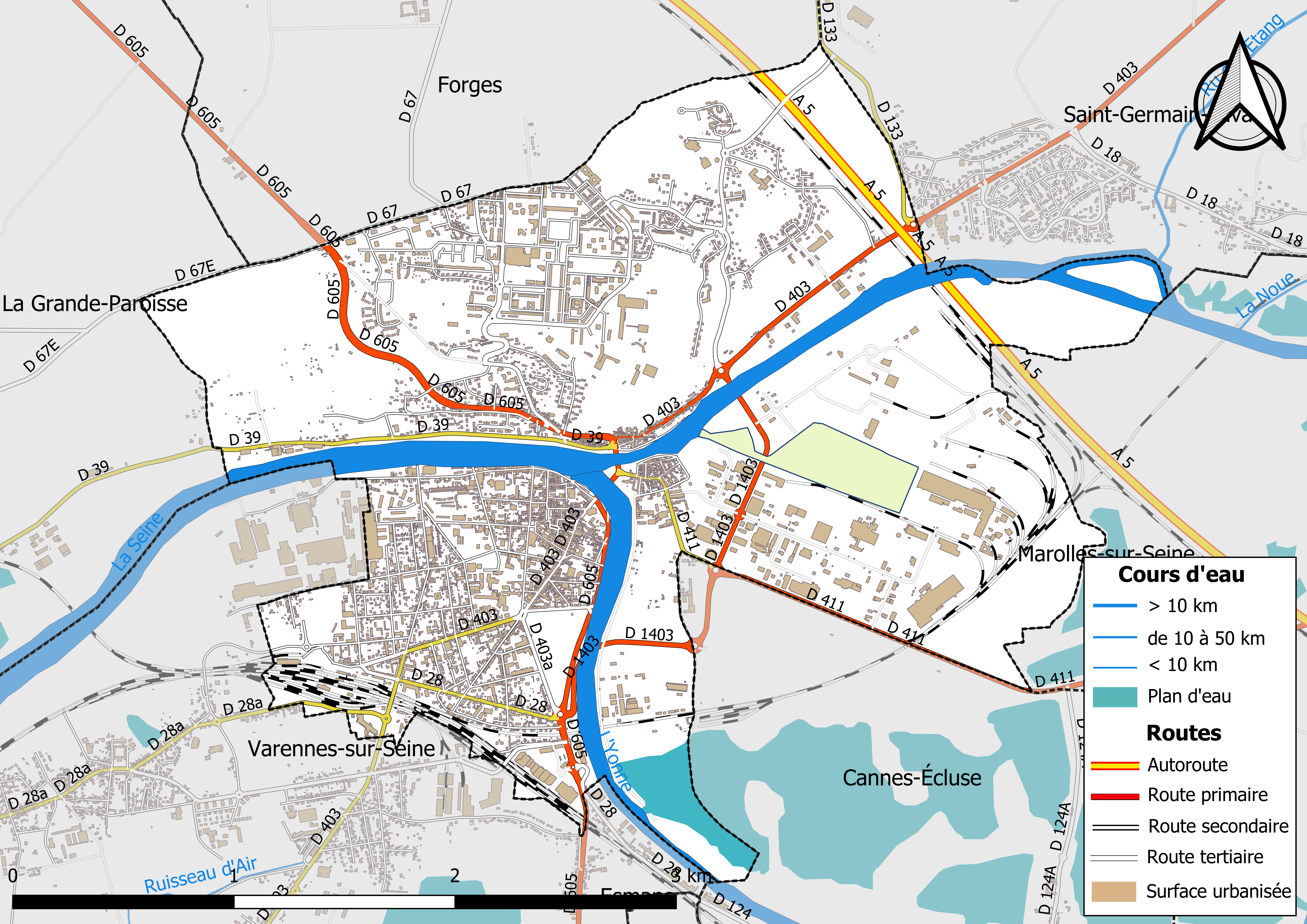
Carte des réseaux hydrographique et routier de Montereau-Fault-Yonne.

Le réseau hydrographique de la commune se compose de trois cours d'eau référencés :
- la Seine, fleuve long de 774,76 km[3], ainsi que
- un bras de 0,76 km[4] ;
- l’Yonne, longue de 292,34 km[5], principal affluent gauche de la Seine.

La longueur totale des cours d'eau sur la commune est de 6,89 km.
Malgré plusieurs retenues sur l'Yonne et ses affluents dans le Morvan (lac des Settons mis en service en 1861, lac du Crescent mis en service en 1932, lac de Chaumeçon mis en service en 1935, lac de Pannecière mis en service en 1949), des inondations surviennent régulièrement, en particulier quand l'Yonne et la Seine sont simultanément en crue. La dernière grande inondation a lieu en janvier 1955.
Avec la mise en service en 1966 du réservoir Seine (le lac d'Orient), les crues diminuent en fréquence et en intensité. Elles deviennent très rares avec la mise en service du réservoir Aube en 1989 et la mise en place de mesures de suivi et de prévision performantes.

#### Gestion des cours d'eau
Afin d’atteindre le bon état des eaux imposé par la Directive-cadre sur l'eau du 23 octobre 2000, plusieurs outils de gestion intégrée s’articulent à différentes échelles : le SDAGE, à l’échelle du bassin hydrographique, et le SAGE, à l’échelle locale. Ce dernier fixe les objectifs généraux d’utilisation, de mise en valeur et de protection quantitative et qualitative des ressources en eau superficielle et souterraine. Le département de Seine-et-Marne est couvert par six SAGE, au sein du bassin Seine-Normandie.
La commune fait partie du SAGE « Bassée Voulzie », en cours d'élaboration en décembre 2020. Le territoire de ce SAGE concerne 144 communes dont 73 en Seine-et-Marne, 50 dans l'Aube, 15 dans la Marne et 6 dans l'Yonne, pour une superficie de 1 710 km2. Le pilotage et l’animation du SAGE sont assurés par Syndicat Mixte Ouvert de l’eau potable, de l’assainissement collectif, de l’assainissement non collectif, des milieux aquatiques et de la démoustication (SDDEA), qualifié de « structure porteuse ».

### Climat
Pour des articles plus généraux, voir Climat de l'Île-de-France et Climat de Seine-et-Marne.
En 2010, le climat de la commune est de type climat océanique dégradé des plaines du Centre et du Nord, selon une étude du CNRS s'appuyant sur une série de données couvrant la période 1971-2000. En 2020, Météo-France publie une typologie des climats de la France métropolitaine dans laquelle la commune est exposée à un climat océanique altéré et est dans la région climatique Nord-est du bassin Parisien, caractérisée par un ensoleillement médiocre, une pluviométrie moyenne régulièrement répartie au cours de l’année et un hiver froid (3 °C).
Pour la période 1971-2000, la température annuelle moyenne est de 11,4 °C, avec une amplitude thermique annuelle de 15,5 °C. Le cumul annuel moyen de précipitations est de 713 mm, avec 11,1 jours de précipitations en janvier et 7,1 jours en juillet. Pour la période 1991-2020, la température moyenne annuelle observée sur la station météorologique la plus proche, située sur la commune de La Brosse-Montceaux à 7 km à vol d'oiseau, est de 12,0 °C et le cumul annuel moyen de précipitations est de 652,9 mm,. Pour l'avenir, les paramètres climatiques de la commune estimés pour 2050 selon différents scénarios d'émission de gaz à effet de serre sont consultables sur un site dédié publié par Météo-France en novembre 2022.

### Milieux naturels et biodiversité

#### Réseau Natura 2000

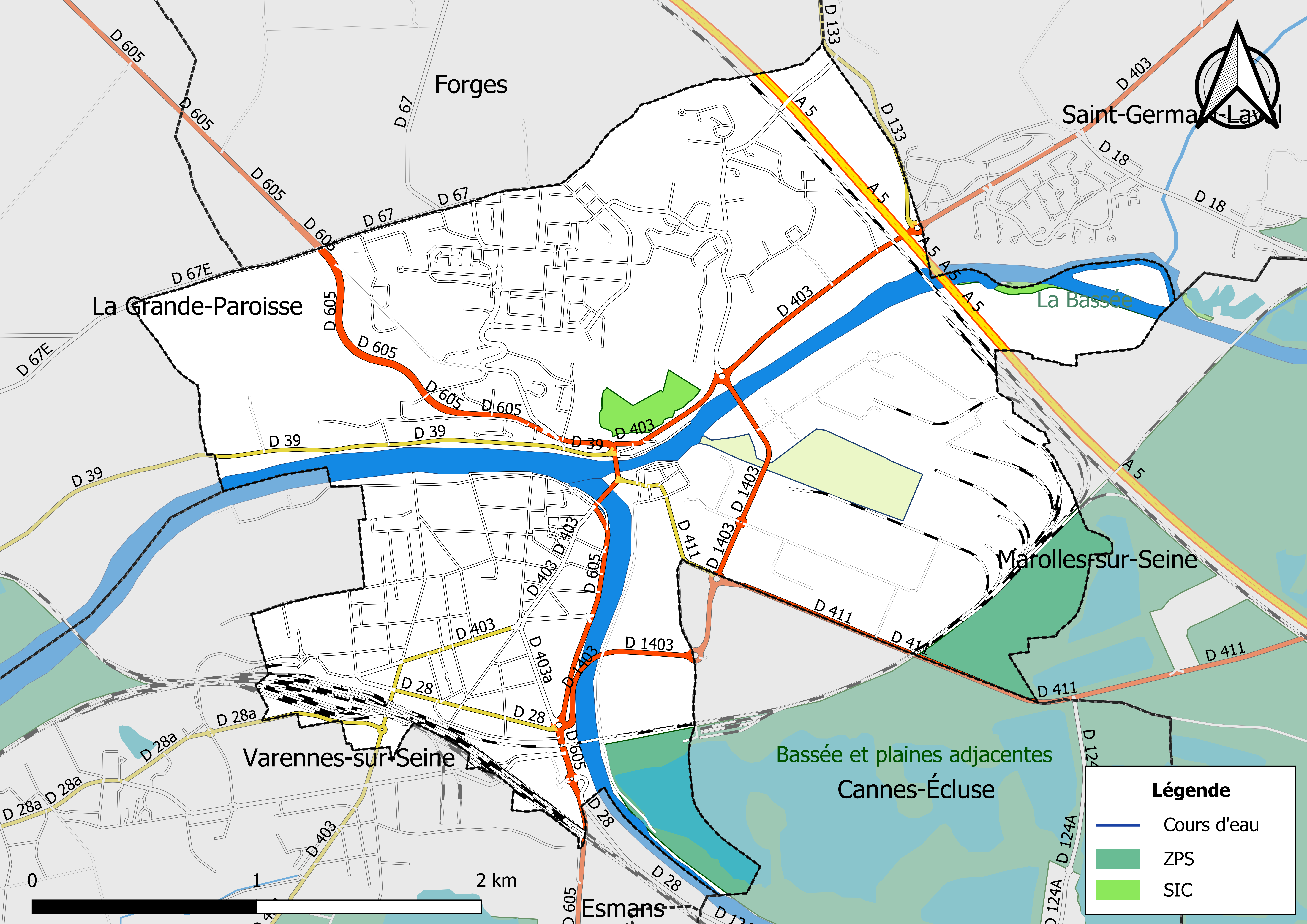
Sites Natura 2000 sur le territoire communal.

Le réseau Natura 2000 est un réseau écologique européen de sites naturels d’intérêt écologique élaboré à partir des Directives « Habitats » et « Oiseaux ». Ce réseau est constitué de Zones spéciales de conservation (ZSC) et de Zones de protection spéciale (ZPS). Dans les zones de ce réseau, les États Membres s'engagent à maintenir dans un état de conservation favorable les types d'habitats et d'espèces concernés, par le biais de mesures réglementaires, administratives ou contractuelles.
Deux sites Natura 2000 ont été définis sur la commune au titre de la « directive Habitats », :
- la « Bassée », d'une superficie de 1 403 ha, une vaste plaine alluviale de la Seine. Elle abrite la plus grande et l’une des dernières forêts alluviales du Bassin parisien ainsi qu’un ensemble relictuel de prairies humides[19],[20] ;
- la « Carrière saint Nicolas », d'une superficie de 6,51 ha, une ancienne carrière calcaire qui a été utilisée comme champignonnière au milieu du XXe siècle et aujourd’hui abandonnée et où deux espèces de chiroptères d’importance communautaire sont présentes régulièrement en période d’hivernage[21],[22] ;

un au titre de la « directive Oiseaux », :
- la « Bassée et plaines adjacentes », d'une superficie de 27 643 ha, une vaste plaine alluviale de la Seine bordée par un coteau marqué au nord et par un plateau agricole au sud. Elle abrite une importante diversité de milieux qui conditionnent la présence d’une avifaune très riche[23],[24].

#### Zones naturelles d'intérêt écologique, faunistique et floristique
L’inventaire des zones naturelles d'intérêt écologique, faunistique et floristique (ZNIEFF) a pour objectif de réaliser une couverture des zones les plus intéressantes sur le plan écologique, essentiellement dans la perspective d’améliorer la connaissance du patrimoine naturel national et de fournir aux différents décideurs un outil d’aide à la prise en compte de l’environnement dans l’aménagement du territoire.
Le territoire communal de Montereau-Fault-Yonne comprend deux ZNIEFF de type 1,,,
les « plans d'eau de Cannes-Ecluse » (237,8 ha), couvrant 3 communes du département et
la « Réserve naturelle régionale de la colline Saint-Martin et des Rougeaux » (30,47 ha).
et trois ZNIEFF de type 2, :
- la « Basse vallée de l'Yonne » (1 658,38 ha), couvrant 6 communes du département[28] ;
- la « vallée de la Seine entre Montereau et Melz-sur-Seine (Bassée) » (14 216,75 ha), couvrant 26 communes du département[29] ;
- la « vallée de la Seine entre Vernou et Montereau » (1 626,19 ha), couvrant 8 communes du département[30].

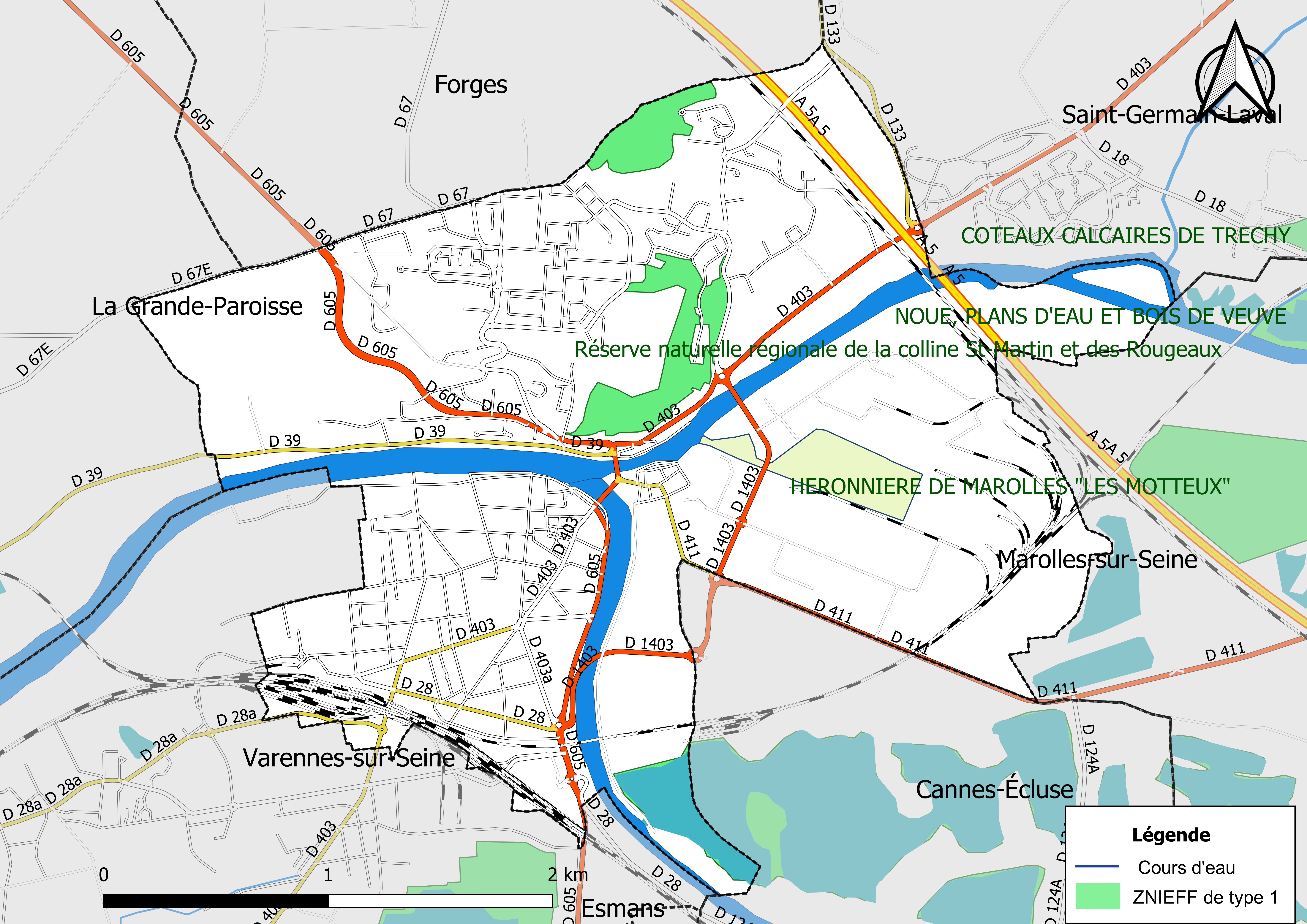
Carte des ZNIEFF de type 1 de la commune.
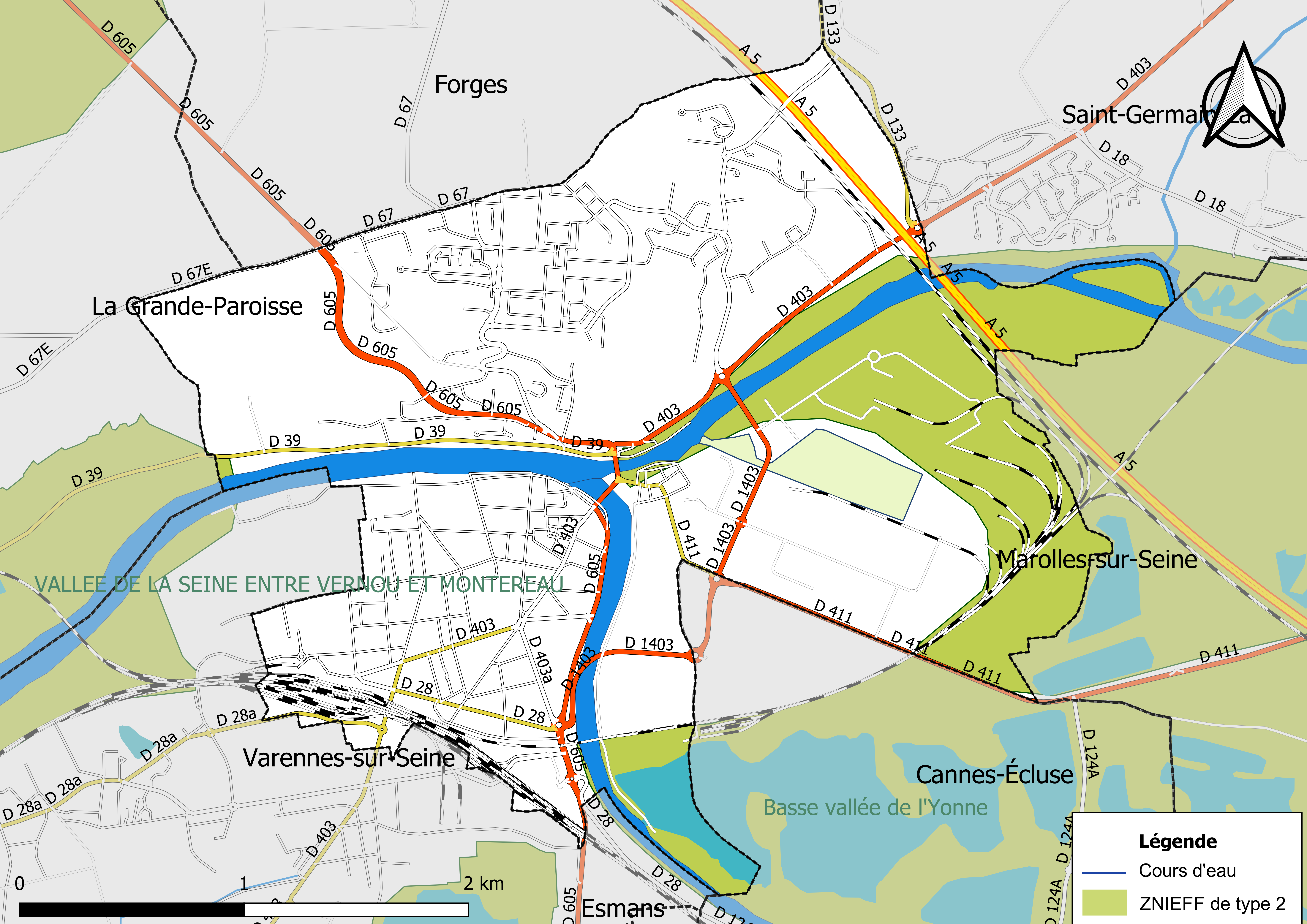
Carte des ZNIEFF de type 2 de la commune.

## Urbanisme

### Typologie
Au 1er janvier 2024, Montereau-Fault-Yonne est catégorisée centre urbain intermédiaire, selon la nouvelle grille communale de densité à sept niveaux définie par l'Insee en 2022.
Elle appartient à l'unité urbaine de Montereau-Fault-Yonne, une agglomération intra-départementale regroupant quatre  communes, dont elle est ville-centre,,. Par ailleurs la commune fait partie de l'aire d'attraction de Paris, dont elle est une commune de la couronne,. Cette aire regroupe 1 929 communes,.

### Lieux-dits et écarts
La commune compte 43 lieux-dits administratifs répertoriés consultables ici.

### Morphologie urbaine

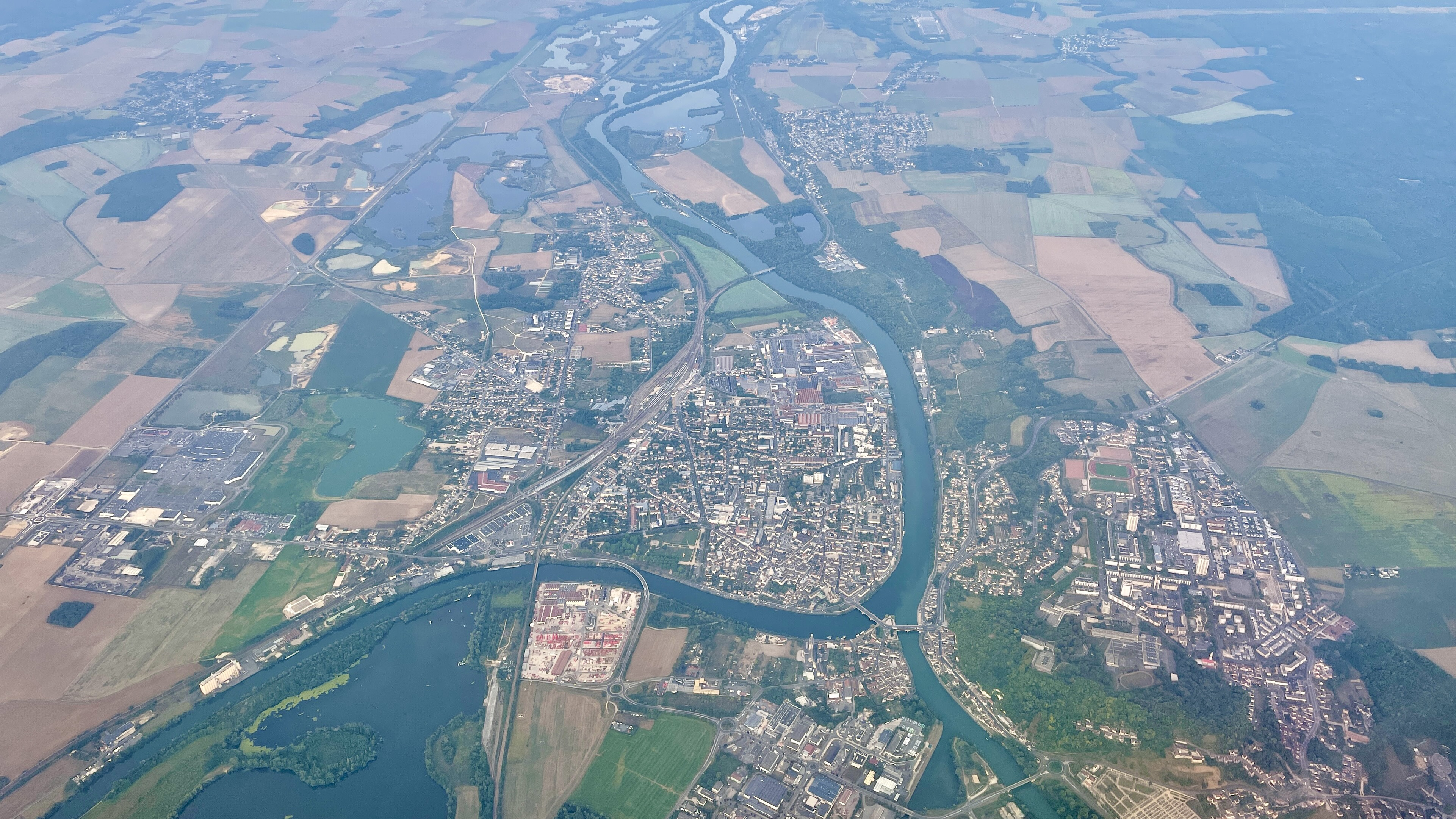
Sur cette vue aérienne de 2022, les différentes parties de la ville se distinguent.

La ville est constituée de 3 parties :
- La ville haute qui constitue la partie nord de la ville avec plusieurs lotissements et la ZUP de Surville, classée quartier prioritaire avec 8 000 habitants en 2020[37].
- La ville basse qui comprend par exemple le centre-ville, le quartier de la gare et le parc des Noues.
- La zone industrielle où l'on peut trouver plusieurs entreprises telles que la SAM, Soletanche Bachy,..

### Occupation des sols
L'occupation des sols de la commune, telle qu'elle ressort de la base de données européenne d’occupation biophysique des sols Corine Land Cover (CLC), est marquée par l'importance des territoires artificialisés (70,8 % en 2018), en augmentation par rapport à 1990 (55,7 %). La répartition détaillée en 2018 est la suivante :
zones urbanisées (42,5%), zones industrielles ou commerciales et réseaux de communication (25,2%), eaux continentales (14,2%), terres arables (9,2%), zones agricoles hétérogènes (5,8%), espaces verts artificialisés, non agricoles (3,1 %).
Parallèlement, L'Institut Paris Région, agence d'urbanisme de la région Île-de-France, a mis en place un inventaire numérique de l'occupation du sol de l'Île-de-France, dénommé le MOS (Mode d'occupation du sol), actualisé régulièrement depuis sa première édition en 1982. Réalisé à partir de photos aériennes, le Mos distingue les espaces naturels, agricoles et forestiers mais aussi les espaces urbains (habitat, infrastructures, équipements, activités économiques, etc.) selon une classification pouvant aller jusqu'à 81 postes, différente de celle de Corine Land Cover,,. L'Institut met également à disposition des outils permettant de visualiser par photo aérienne l'évolution de l'occupation des sols de la commune entre 1949 et 2018.

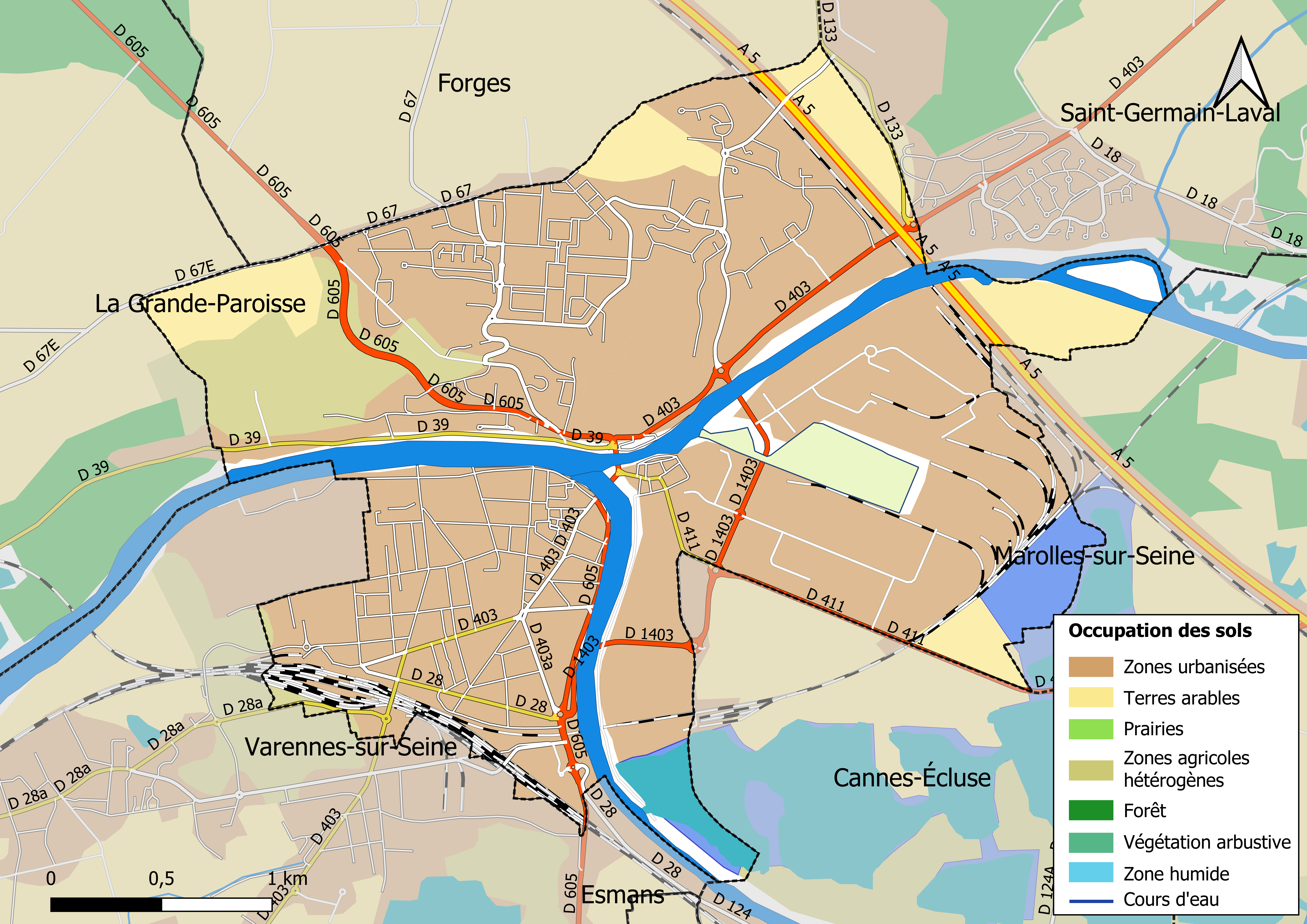
Carte des infrastructures et de l'occupation des sols en 2018 (CLC) de la commune.
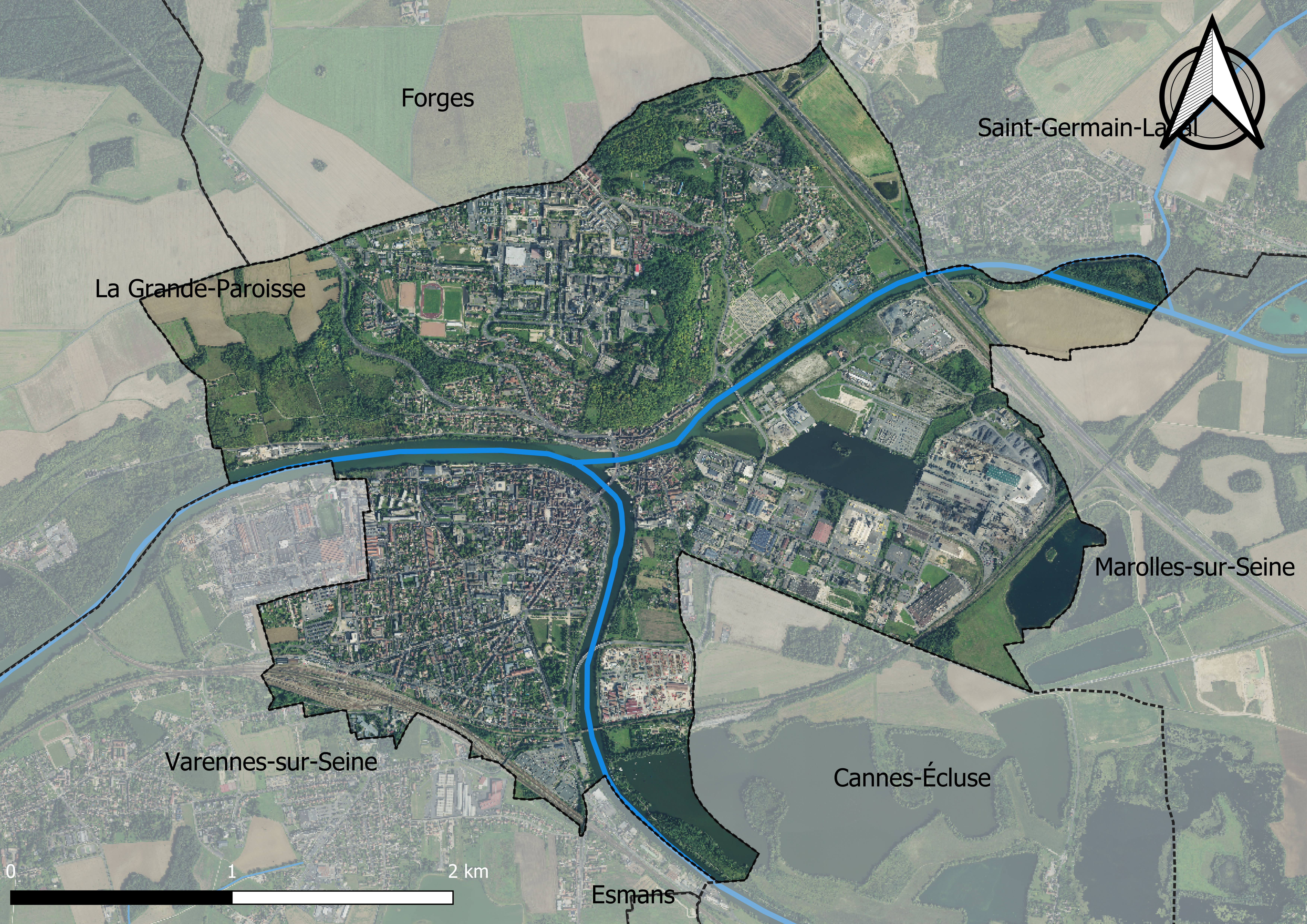
Carte orhophotogrammétrique de la commune.

### Planification
La loi SRU du 13 décembre 2000 a incité les communes à se regrouper au sein d’un établissement public, pour déterminer les partis d’aménagement de l’espace au sein d’un SCoT, un document d’orientation stratégique des politiques publiques à une grande échelle et à un horizon de 20 ans et s'imposant aux documents d'urbanisme locaux, les PLU (Plan local d'urbanisme). La commune est dans le territoire du SCOT Seine et Loing, dont le projet a été arrêté le 3 juillet 2019, porté par le syndicat mixte d’études et de programmation (SMEP) Seine et Loing rassemblant à la fois 44 communes et trois communautés de communes.
La commune disposait en 2019 d'un plan local d'urbanisme en révision. Le zonage réglementaire et le règlement associé peuvent être consultés sur le Géoportail de l'urbanisme.

### Projets d'aménagements
- Un futur projet d'urbanisation de la ville est prévu dans le secteur ouest de la Ville Haute, un projet d'éco-quartier qui portera comme nom "La ZAC des Bords d'Eau".
- En janvier 2020, la ville démarre les travaux du futur grand théâtre de Montereau (Le Majestic) qui pourra accueillir à terme entre 700 et 1300 personnes selon les modulations adaptées aux types d'événements. Les travaux doivent se terminer au printemps 2022.
- Dès 2022, la ville prévoit l'installation d'ombrières photovoltaïques sur les deux grands parkings de la gare. Ces structures permettront d'améliorer le confort des usagers lors des journées de forte chaleur en retrouvant leur voiture à l'abri du soleil après une journée de travail par exemple, mais aussi de produire de l'électricité afin de permettre d'alimenter les bornes de recharge pour les voitures électriques. Pour ce qui est de la gare, une maison de la mobilité doit voir le jour au courant de cette même année. Celle-ci contiendra un espace d'accueil de 120 m2 qui permettra aux usagers de se mettre à l'abri, de venir chercher des renseignements sur les horaires de trains et de bus. Elle contiendra aussi une salle de réunion, des vestiaires pour le personnel et une salle réservée aux chauffeurs de bus.
- En 2023, le groupe Accor devrait sortir de terre un hôtel composé de 70 chambres dans le quartier de la gare entre le campus numérique et le parking de la gare.
- Dans les années à venir, 116 millions d'euros doivent être investis afin de continuer la restructuration de la cité de Surville dans le nord de la ville (refonte du square Beaumarchais, construction de nouveaux logements, construction d'une résidence intergénérationnelle, installation d'une aréna,...).
- Des travaux de rénovation de l'intérieur et de l'extérieur de l'hôpital de Montereau sont aussi prévus dans les prochaines années[43].

### Logement
En 2016, le nombre total de logements dans la commune était de 8 432 dont 25,1 % de maisons et 74,6 % d’appartements.
Parmi ces logements, 89,6 % étaient des résidences principales, 0,7 % des résidences secondaires et 9,6 % des logements vacants.
La part des ménages fiscaux propriétaires de leur résidence principale s’élevait à 25,8 % contre 72,7 % de locataires,, dont 41,2 % de logements HLM loués vides (logements sociaux) et, 1,5 % logés gratuitement.

### Voies de communication et transports

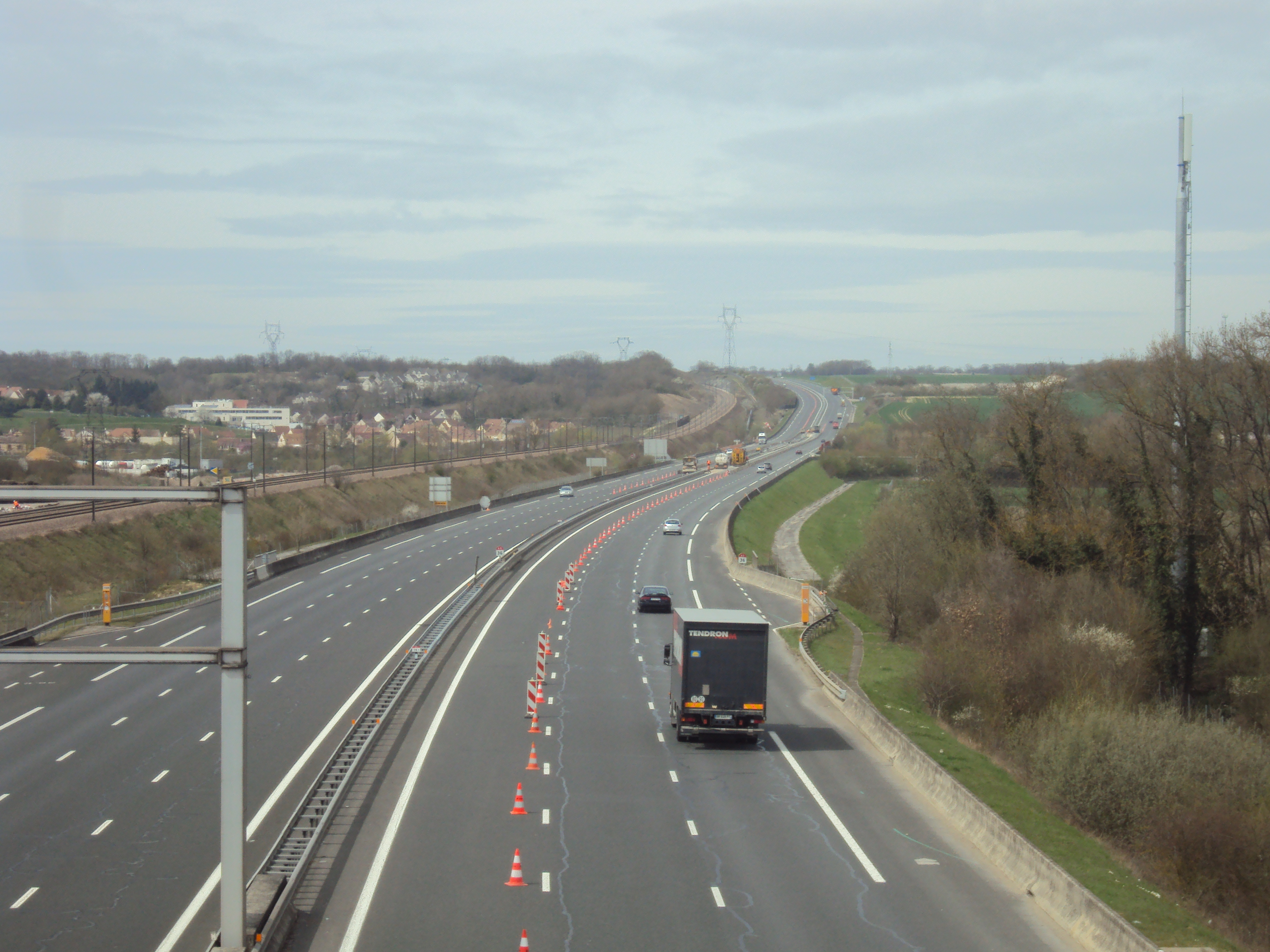
L'autoroute A5 longeant la ville.

La commune est desservie par la gare de Montereau sur la ligne Paris - Montereau - Laroche - Migennes, TER).
Le réseau de bus du Pays de Montereau circule dans Montereau et la relie aux autres communes du canton.
La ligne à Grande Vitesse Sud-Est, l'autoroute A5 et la route nationale 6 (maintenant route départementale 606), passent à proximité de Montereau.
La ligne de fret Flamboin - Montereau a été réhabilitée en 2012 pour le transport de granulats.
Le port fluvial de Montereau-Fault-Yonne est un port industriel de trente-trois hectares.

## Toponymie
La localité a porté le nom gaulois de Condate « confluent » qui se réfère à la confluence des eaux de la Seine et de L'Yonne.
Le nom actuel est attesté sous les formes Monasteriolum au début du XIIe siècle, Musterolium en 1176, Musteriolum en 1191, Mousterel en four d'Ion en 1220, Monstrolium en 1227, Forum Musteroli en 1228, Monsterolum in furco Yone en 1236, Monsterolium en 1254.
L'élément Montereau s'explique apparemment par le gallo-roman *monasteriolu, diminutif du latin monasterium + suffixe -olum qui a donné notamment le type toponymique Montreuil, plus régulier. Monasterium avait en latin le sens d'église ou de couvent (même chose pour l'ancien français montier, moutier qui en est issu) et -olum était à l'origine un suffixe diminutif, devenu locatif. monasteriolu, signifie donc « [lieu de la] petite église, [du] petit couvent ». Ce nom s'est peut-être appliqué à une chapelle dédiée à saint Maurice, érigée entre Seine et Yonne. Cependant, -iolu -euil a été confondu avec le suffixe diminutif -el, d'où la forme Mousterel de 1220, devenu régulièrement -eau (cf. oisel > oiseau) peut-être à cause de l'attraction de Montereau-sur-le-Jard (Seine-et-Marne, Monsterellum 1212) à 35 km.
Le déterminant complémentaire Fault-Yonne est quant à lui mentionné sous les formes en four d'Ion en 1220, en for d'Yonne en 1235, Foris Yonam en 1255, en four de Yonne en 1288, en fourc d'Ionne en 1317, ou foulc d'Yonne en 1352, ou faut Yonne en 1388, ou fault d'Yonne en 1438.

L'ancien français en le four[c] de « à la fourche de, dans l'angle de », puis ou (contraction de en le) le four[c] de a été compris « où faut l'Yonne », faut ayant le sens de finit, c'est-à-dire « où finit l'Yonne » (cf. Ci falt la geste que Turoldus declinet. « Ici finit la geste que Torold a rédigé. », dernière phrase de la Chanson de Roland). Ensuite, le sens de faut (issu de l'ancien français falt) s'étant perdu, articles et adverbes ont disparu.
Depuis le 5 août 1992, l'orthographe officielle est Montereau-Fault-Yonne,. Précédemment on écrivait Montereau-faut-Yonne.

## Histoire

### Préhistoire et Antiquité
Le séjour des hommes est attesté depuis plus de six mille ans autour du confluent de la Seine et de l'Yonne par plusieurs sites archéologiques du Néolithique récent, de l'âge du bronze et de l'âge du fer.

### Moyen Âge
Montereau appartient au diocèse de Sens et au doyenné de Marolles.
La ville doit son origine à un petit monastère construit au VIe siècle dont la chapelle est dédiée à saint Martin. La ville est alors divisée en trois paroisses : Saint-Nicolas sur la rive droite de la Seine ; Saint-Maurice entre Seine et Yonne et Saint-Loup sur la rive gauche. L'économie de la ville est axée sur le commerce, grâce à ses marchés aux blés et aux cochons.
En 1015, le comte Renard de Sens (mort en 1055) est momentanément chassé de sa capitale par une brusque irruption de soldats royaux aidés par l'archevêque. Il s'enfuit nu et va se réfugier chez le comte de Blois, déjà maître de Provins. Il lui demande de s'entremettre. Le comte de Blois est en effet le beau-fils du roi Robert le Pieux. Renard de Sens donne à Eudes de Blois la place de Montereau pour prix de ce service.

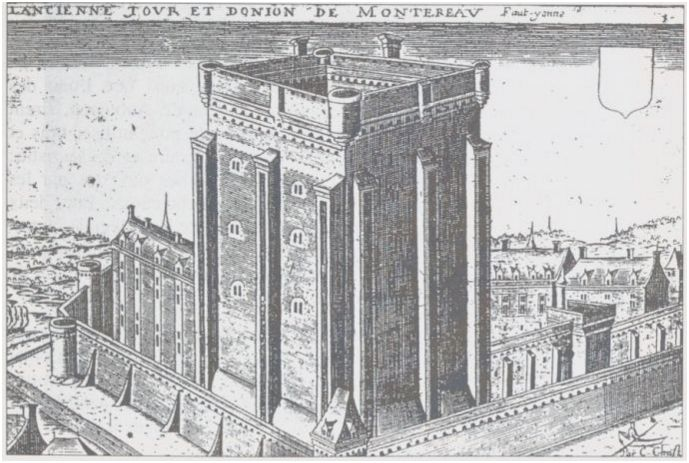
Le donjon du château de Montereau par Claude Chastillon au XVIIe siècle.

En 1026, Raynard, comte de Sens, construit, sur la pointe formée au confluent de la Seine et l'Yonne, un château de terre et bois pour rançonner les marchands qui descendent ces deux rivières. Ainsi est établie la seigneurie de Montereau.
Montereau n'est qu'un des nombreux domaines du comte de Blois, avec Troyes, Provins, Bar-sur-Aube, Château-Thierry, Vitry, Chaumont, etc. Au début du XIe siècle le comte Eudes de Blois a eu la bonne fortune de développer son autorité en Brie et en Champagne. Son père avait échoué dans la prise de contrôle de Melun. Montereau lui permet de couper la circulation fluviale sur l'Yonne, un des grands vecteurs économiques de l'époque (vin, bois, laine, etc.), et d'isoler le Sénonais pendant presque trois siècles. Du coup, le comte de Champagne consent l'effort financier de reconstruire en pierres, entre 1196 et 1228, l'ancien château. Lors des minorités comtales, Philippe Auguste demandera que Montereau lui soit confié momentanément. Militairement, la ville comtale peut s'appuyer sur le château de Marolles-sur-Seine pour contrer celui du vicomte de Sens (Vallery) et le vicomte du Gâtinais (Moret). La bourgeoisie locale a certainement développé le goût de l'aventure commerciale à en juger par les porteurs du nom « de Montereau » installés dans les villes de l'amont au XIIIe siècle. Elle cultive des liens avec la cité de Sens. La ville gagne le giron de la Couronne avec le mariage de la comtesse héritière Jeanne de Champagne (morte en 1305) avec Philippe le Bel.
Au XIIIe siècle, Thibaut, comte de Champagne, s'étant révolté contre lui, Saint Louis, le roi de France, punit son vassal en le forçant à lui céder Montereau, qu'il réunit à son domaine. En 1359, Charles le Mauvais, roi de Navarre, qui tient la ville en raison de son ascendance champenoise, la perd devant le régent de France (le futur roi Charles V).

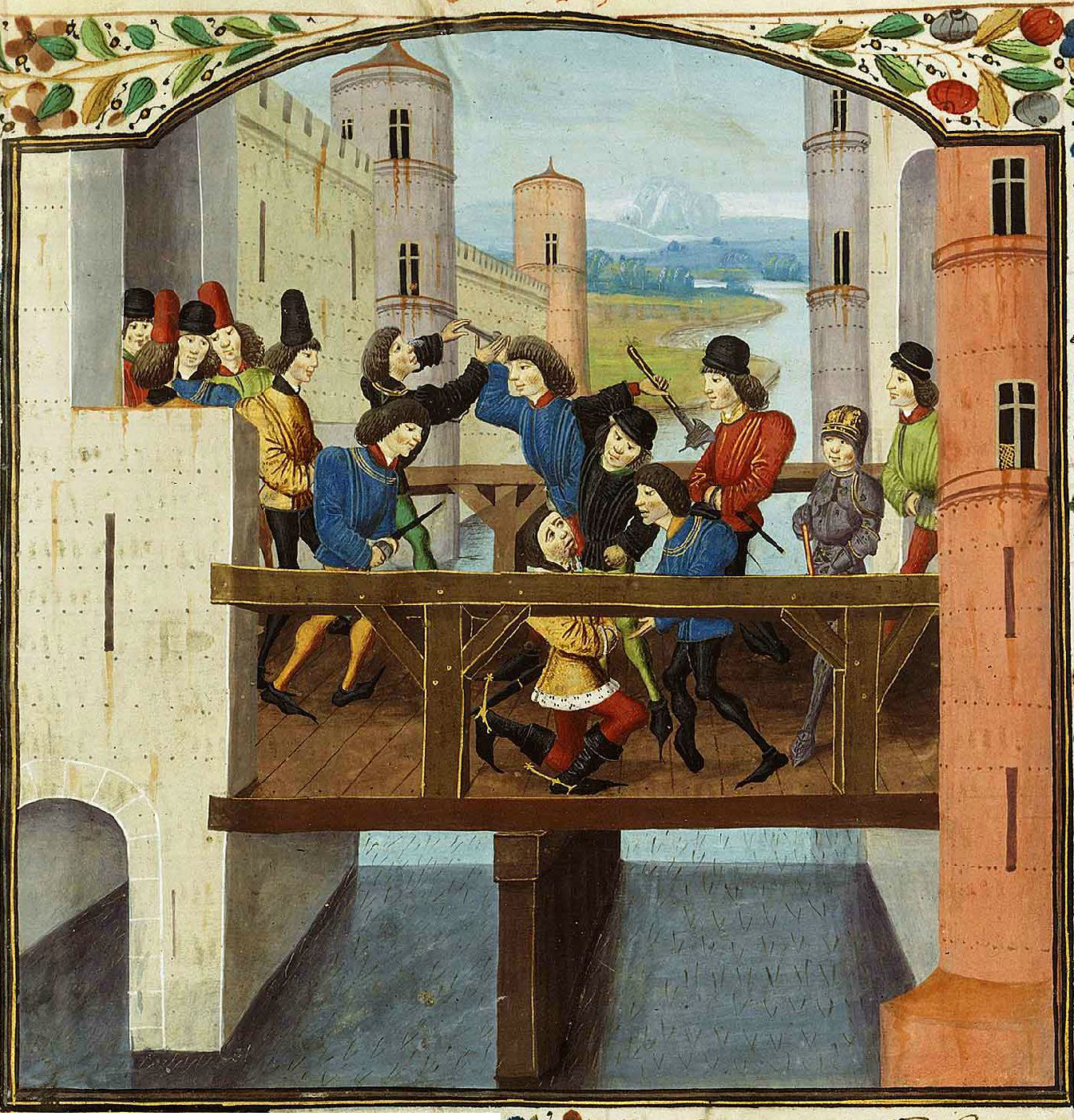
Assassinat de Jean sans Peur au pont de Montereau.

#### L'assassinat du duc de Bourgogne
Jean sans Peur, duc de Bourgogne est tué sur le pont de Montereau le 10 septembre 1419 par Tanneguy du Châtel  et le sire de Barbazan, au cours de l'entrevue qu'il a avec le dauphin, futur roi Charles VII. Cet acte a pour but d'empêcher un rapprochement du Dauphin avec le parti bourguignon et de venger l'assassinat de Louis d'Orléans en 1407. Cela s'inscrit dans la guerre civile entre Armagnacs et Bourguignons qui eut lieu durant la guerre de Cent Ans.
Sur le pont où Jean sans Peur a été assassiné on peut lire cette inscription : « L'an mil quatre cens dix et neuf, sur un pont agencé de neuf, fut meurtri Jehan de Bourgongne, a Montereau ou fault Yonne ».

#### Le siège de Montereau en 1420
Le 23 juin 1420, Philippe le Bon, fils et successeur du duc assassiné, reprend la ville avec l'aide du roi d'Angleterre, Henri V, pour récupérer la dépouille de son père enterré huit mois dans la bière commune de l'église Notre-Dame de Montereau. Le roi d’Angleterre fit mettre le siège devant Montereau le 16 juin 1420. La ville était défendue par 500 hommes d'armes qui étaient commandés par Guillaume de Chaumont, seigneur de Guitry, et elle résista vaillamment aux engins de siège amenés par l'ennemi. Une fois la ville et le château pris, le roi d'Angleterre exigea que les habitants de Montereau prêtassent un serment de fidélité en sa personne, au roi de France ainsi qu'au duc de Bourgogne.
La ville fut reprise par Charles VII en 1428. Perdue à nouveau, elle est reprise aux Anglais le 10 octobre 1437, à l'issue d'un long siège, par l'armée de Charles VII, commandée par Arthur III de Bretagne, Connétable de France. Le dauphin, le futur Louis XI, participe aux opérations.

### Temps modernes
En 1567, pendant les guerres de religion, Condé s'empare brièvement de la ville. En 1587, les habitants de Montereau prennent le parti de la Ligue catholique à laquelle le duc d'Épernon l'enleve pour se la voir reprendre dès juin 1589 par le duc de Mayenne. Les habitants de Montereau finissent par accepter le 14 avril 1590 la légitimité du nouveau roi Henri IV.
En 1627 une épidémie de peste fait 146 victimes à Montereau qui est mis en quarantaine. Une nouvelle épidémie touche la ville en 1637 et 1638 faisant 300 victimes.
Les derniers rois faisant étapes à Montereau sont Louis XIII en septembre 1632 et Louis XIV en mars 1650 et en avril 1652.

#### Circonscriptions d'Ancien Régime
Montereau était autrefois comprise dans la Brie champenoise; un petit pays qui dépendait de la province de Champagne et faisant partie du diocèse de Sens aux limites de la Bourgogne et de l’Île-de-France. Elle était le siège d'un bailliage ainsi que d'une élection et d'une subdélégation de l'intendance de Paris. Elle possédait deux paroisses, une église collégiale, un couvent de récollets ainsi que d'un grenier à sel.

#### Les manufactures de faïence fine de Montereau

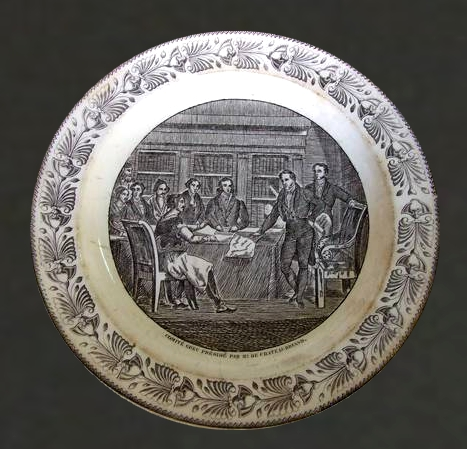
Une assiette en faïence fine de Montereau.

En 1755 est créée la faïencerie de Montereau. En 1796, Christophe Potter, homme politique anglais, chef d'entreprise français et agent secret, reprend la manufacture de faïence de Saint-Nicolas. Il possède successivement à Montereau, entre 1796 et 1815, pas moins de trois manufactures. En 1840, la faïencerie de Montereau fusionne avec celle de Creil pour former la Faïencerie de Creil-Montereau. En 1920, elle est rachetée par la faïencerie de Choisy-le-Roi. Elle cesse ses activités en 1955].

### XIXesiècle
Le 18 février 1814, Montereau est le lieu d'une des dernières victoires de Napoléon Ier contre les Autrichiens. Pendant les Cent-Jours, en 1815, entre cinq et six mille Bavarois campent sous les murs de la ville et pillent quelques habitations des environs.[réf. nécessaire]
Les 6 et 7 mai 1836 d'importantes inondations dues au débordement de l'Yonne inondent les rues de Montereau et provoquent la mort de nombreux animaux domestiques[réf. nécessaire].

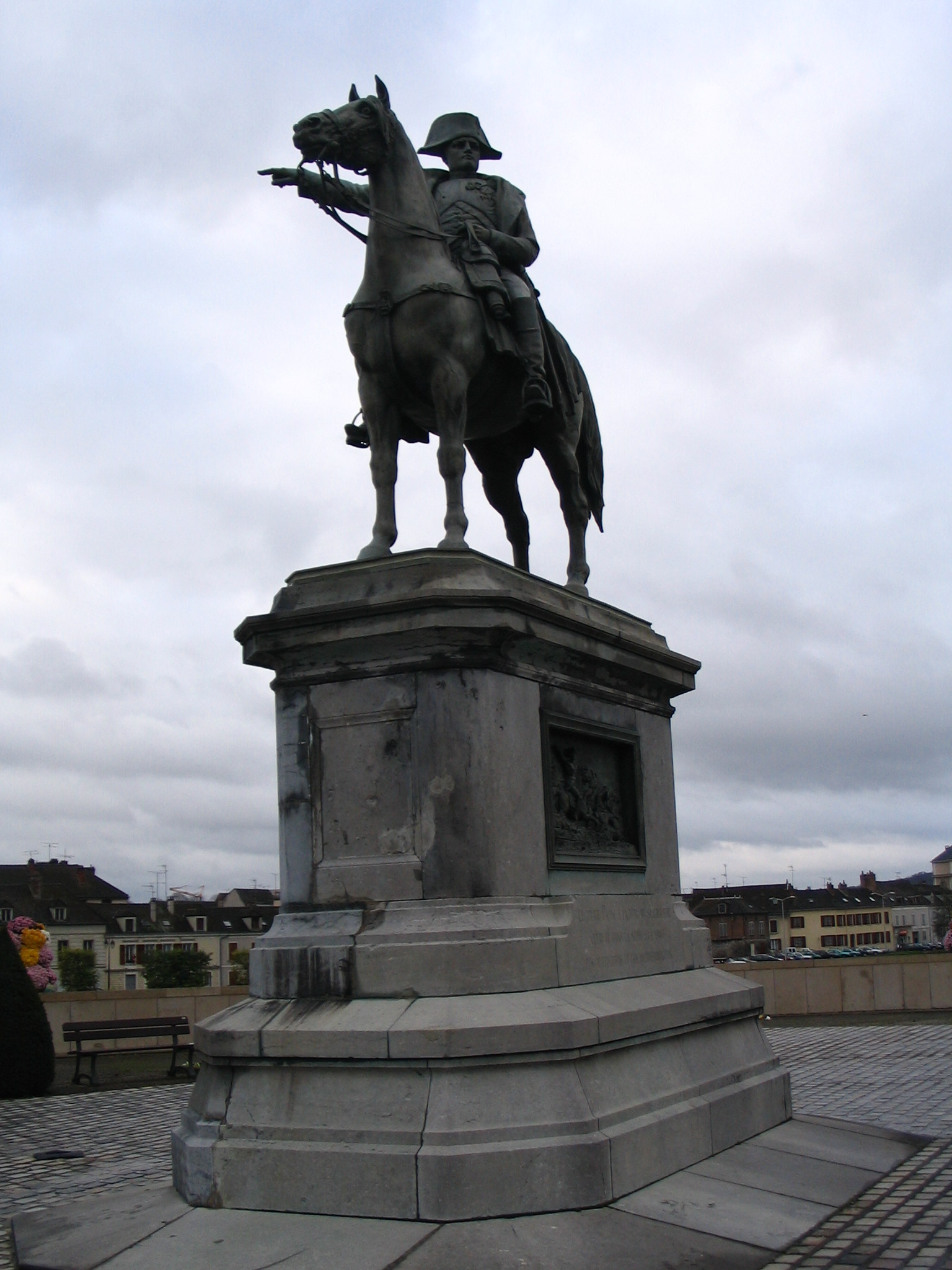
Statue équestre de Napoléon, placée au-dessus du confluent de la Seine et de l'Yonne.

En 1848, la ligne de Montereau à Troyes est mise en service par la Compagnie du chemin de fer de Montereau à Troyes. Mais la ligne de Paris à Tonnerre n'étant pas achevée à cette date, la compagnie du Montereau-Troyes est autorisée, de janvier à août 1849, à assurer temporairement l'exploitation de la portion de ligne entre Melun et Montereau permettant ainsi une liaison directe de Troyes à Paris par transbordement à Melun, par un coche d'eau, pour rejoindre à Corbeil le chemin de fer menant à Paris.
En 1849, la ligne Paris – Lyon par Melun, Montereau et Tonnerre est mise en service. Le 30 septembre 1888 il en est de même pour la ligne de chemin de fer secondaire du réseau départemental de Seine-et-Marne de  Souppes – Égreville – Montereau. En juin 1890, la locomotive à chaudière Flaman bat le record du monde de vitesse sur rail avec (144 km/h) entre Sens et Montereau.
Pendant la guerre franco-allemande de 1870 Montereau est occupée par les troupes prussiennes du 4 novembre 1870 au 8 juin 1871. Le monument aux morts du cimetière de la ville comporte la liste des 43 habitants victimes de la guerre de 1870-1871. Occupée par une garnison permanente et traversée quotidiennement par des troupes, la ville est obligée de répondre à de très nombreuses réquisitions, notamment en ce qui concerne la nourriture des hommes et des chevaux : la manutention de la farine, les fournitures de pain, viande, vin, épicerie, tabac, pommes de terre, le foin la paille et l'avoine totalisent 45 699 francs et 56 centimes. Les réquisitions diverses des chefs de corps en fer et quincaillerie, cuirs, médicaments, draperie et mercerie, chaussure et sellerie, bois et charbons, maréchalerie, chevaux et voitures, fournitures de bureau totalisent 19 619 francs et 43 centimes.
La ville connaît une brève commune insurrectionnelle le 8 mai 1871.
Au cours du XIXe siècle, Montereau devient un petit centre industriel, avec, outre la faïencerie industrielle, des usines de produits chimiques, des verreries… Ce développement se poursuit durant le XXe siècle.

### Époque contemporaine

#### XXesiècle
Le 23 juin 1907, le quotidien Le Petit Journal organise un grand concours de pêche à la ligne à Montereau. Ce concours est accompagné de diverses animations. Un second concours de pêche et un festival de musique eurent lieu le 30 juin 1907. De nombreuses cartes postales photographiques de ces événements furent mises en circulation.
En janvier 1910, la ville de Montereau subit d'importantes inondations. Le 26 janvier, le fleuve atteint 5,28 mètres. Le musée et le cinématographe installé sur la place des Noues sont eux aussi victimes de l’inondation.
Le 6 septembre 1914, le pont de Seine de Montereau est barricadé par des sacs de sable et miné en prévision de l'attaque des Allemands. Le monument aux morts de la commune comporte la liste des 345 habitants de Montereau victimes de la grande guerre. Une stèle commémorative se trouvant au cimetière communal comporte la liste de 21 tirailleurs nord-africains victimes du conflit.
Le 30 mai 1930, à 22 heures 28, sur la ligne Paris-Marseille, peu avant la gare de Montereau, le rapide Paris-Nice déraille en heurtant un « lorry » 453 déposé par malveillance sur la voie. La machine, le fourgon et les trois voitures de tête se couchent. On dénombrera sept morts et 8 blessés graves.
La ville connaît de lourds bombardements lors des combats de mai-juin 1940, lors de la bataille de France au cours de la Seconde Guerre mondiale. Les ponts et les quartiers du centre-ville sont détruits ou subissent des dommages importants. Ils sont reconstruits au début des années 1950. Les forces américaines et les FFI terminent la libération de Montereau au soir du 25 août 1944.

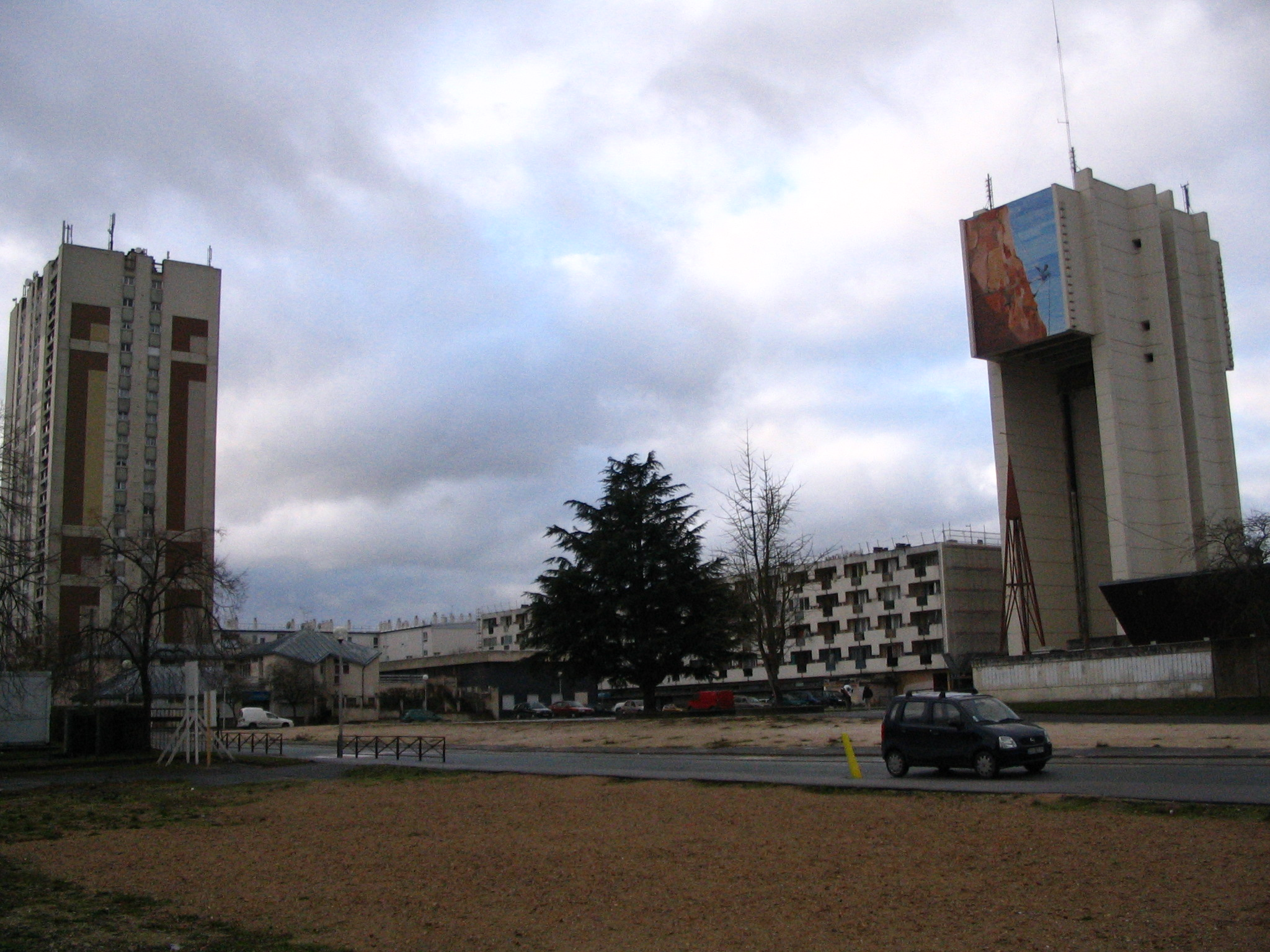
La place Jean-XXIII, au cœur du quartier de Surville.

La ville connaît une nouvelle étape à la fin des années 1950 avec le plan d'aménagement et d'organisation générale de la région parisienne (PADOG, ancêtre du schéma directeur de la région Île-de-France) qui fait de Montereau une agglomération d'équilibre, dans le cadre du plan des "3 M" de Seine-et-Marne (Meaux, Melun et Montereau). C'est dans ce contexte qu'est décidée l'extension de la ville sur le plateau de Surville en construisant une cité qui devait être l'une des plus importantes de France, avec 30 000 habitants, mais cet objectif ne fut jamais atteint. Après la construction de cette petite cité d'urgence en 1955 dans cette zone encore agricole, c'est la construction d'une nouvelle ville qui est entreprise avec 6 000 logements prévus. Une grande zone industrielle est également prévue à la confluence Seine-Yonne, ce qui occasionne le creusement d'une gigantesque darse pour permettre un accès aux péniches à grand gabarit. L'objectif est alors pour Montereau d'atteindre une population totale de 45 000 habitants. Finalement, à la suite des difficultés économiques de la zone industrielle et de la concurrence des villes nouvelles au début des années 1970, le développement de la ville est beaucoup plus limité que prévu.

## Politique et administration

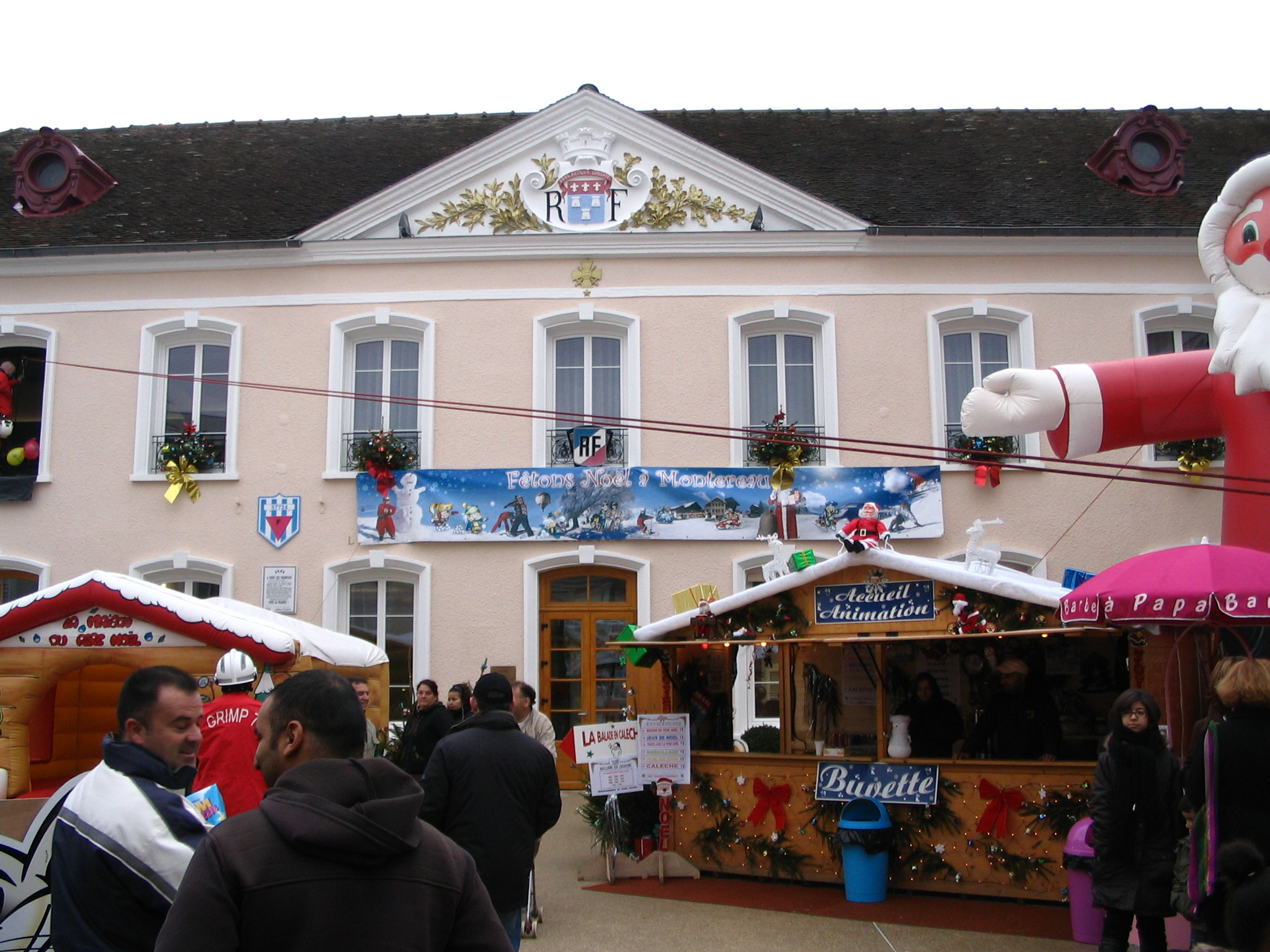
Hôtel de Ville de Montereau, quelques semaines avant Noël.

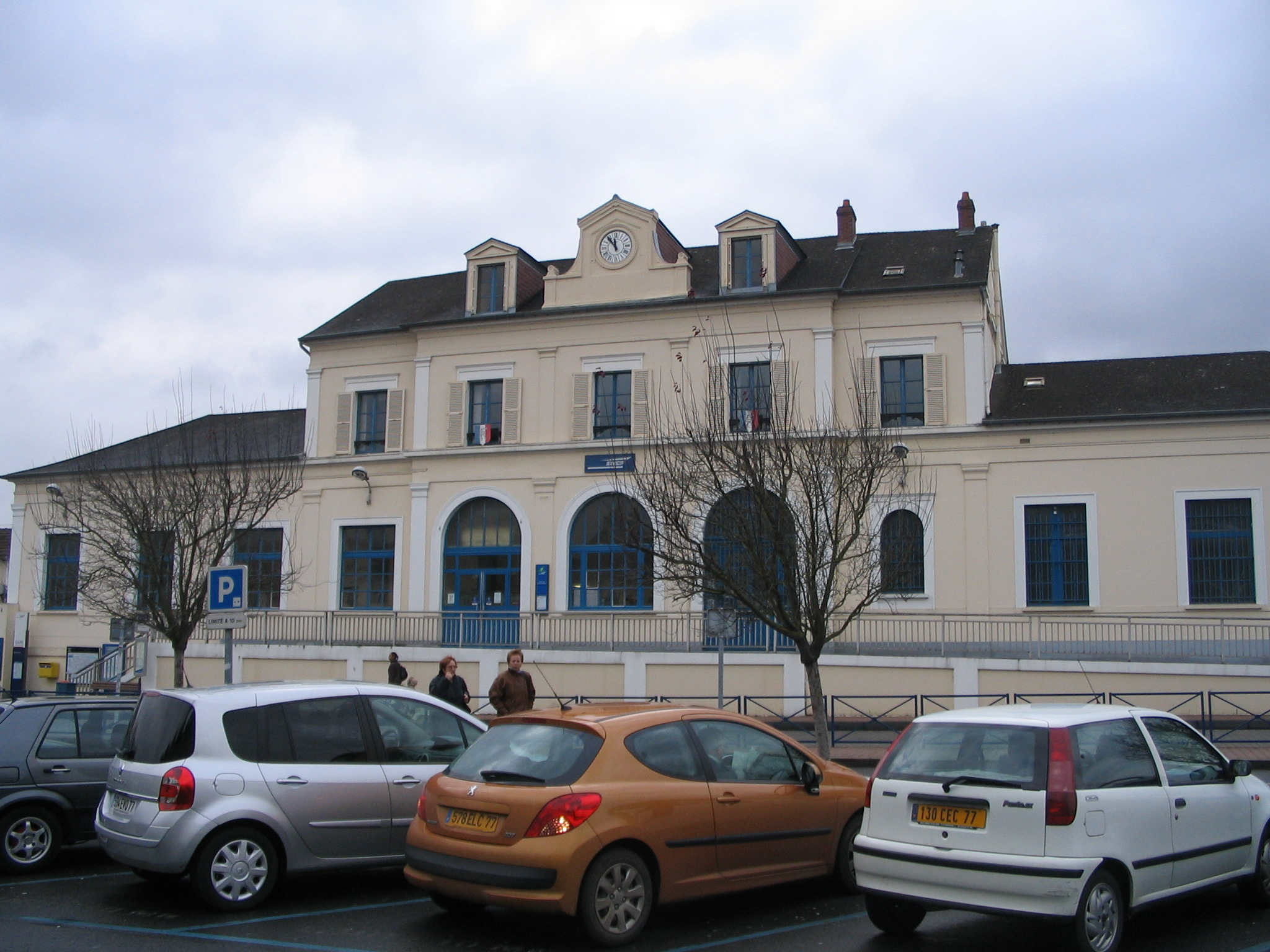
Le bâtiment voyageurs de la gare de Montereau.

### Rattachements administratifs et électoraux

#### Rattachements administratifs
La commune se trouve depuis 1926 dans l'arrondissement de Provins du département de Seine-et-Marne. Pour l'élection des députés, elle fait partie depuis 1988 de la troisième circonscription de Seine-et-Marne.
Elle était depuis 1793 le chef-lieu du canton de Montereau-Fault-Yonne. Dans le cadre du redécoupage cantonal de 2014 en France, cette circonscription administrative territoriale a disparu, et le canton n'est plus qu'une circonscription électorale.

#### Rattachements électoraux
Pour les élections départementales, la commune est depuis 2014 le bureau centralisateur d'un nouveau canton de Montereau-Fault-Yonne, qui est passé de 14 à 25 communes
Pour l'élection des députés, elle fait partie de la troisième circonscription de Seine-et-Marne.

### Intercommunalité
Montereau-Fault-Yonne était membre depuis 2003 de la communauté de communes des Deux Fleuves, un établissement public de coopération intercommunale (EPCI) à fiscalité propre créé fin 2001 et auquel la commune a transféré un certain nombre de ses compétences, dans les conditions déterminées par le code général des collectivités territoriales.
Dans le cadre des dispositions de la loi portant nouvelle organisation territoriale de la République (Loi NOTRe) du 7 août 2015, qui prévoit que les établissements publics de coopération intercommunale (EPCI) à fiscalité propre doivent avoir un minimum de 15 000 habitants (et 5 000 habitants en zone de montagnes), cette intercommunalité a fusionné avec d'autres pour former, le 1er janvier 2017, la communauté de communes du Pays de Montereau, dont la commune est désormais le siège.

### Tendances politiques et résultats
Au premier tour des élections municipales de 2014 en Seine-et-Marne, la liste UDI menée par le maire sortant Yves Jego obtient la majorité absolue des suffrages exprimés, avec 3 444 voix (76,94 %, 30 conseillers municipaux élus dont 17 communautaires), devançant nettement les listes menées respectivement par : 
- Sofiane Reguig 	(PS-PCF-EELV, 849 voix, 18,96 %, 3 conseillers municipaux dont 1 communautaire) ;
- Carmen Daubard 	(EXG, 183 voix, 4,08 %, pas d'élus).

Lors de ce scrutin, 46,94 % des électeurs se sont abstenus.
Lors du second tour des élections municipales de 2020, la liste UDI (MoDem) menée par James Chéron, maire sortant — élu en 2017 à la suite de la démission d'Yves Jégo, réélu député et contraint par la législation limitant le cumul des mandats en France — obtient la majorité absolue des suffrages exprimés avec 901 voix (53,55 %, 27 conseillers municipaux élus dont 16 communautaires), face à la liste DVD menée par son prédécesseur qui a obtenu 2 516 voix (46,44 %, 8 conseillers municipaux élus dont 5 communautaires) après une campagne électorale jugée très agressive. Lors de ce scrutin marqué par la pandémie de Covid-19 en France, 43,12 % des électeurs se sont abstenus,

### Politique locale
Les élections municipales de 2020 ont été marquées par un conflit âpre,, entre James Chéron, maire depuis 2017, et son prédécesseur, Yves Jego, au terme desquelles la liste menée par James Chéron l'a emporté avec une avance de 385 voix. Yves Jego a contesté ces résultats, alléguant que la distribution de bons d'achat aux familles à quelques semaines du second tour aurait été faite en échange de vote pour l'équipe sortante. Le tribunal administratif de Melun a rejeté ce recours le 8 mars 2021, jugeant que ces bons faisaient partie « d'une politique de la ville à destination d'un public ciblé afin de compenser les conséquences économiques de la crise sanitaire pour les commerçants, ne constituant pas de manœuvre de nature à altérer la sincérité du scrutin », confirmant ainsi les résultats de l'élection. L'appel intenté par Yves Jégo a été rejeté en octobre 2021 par le Conseil d'Etat, jugeant que les irrégularités n'ont pas porté atteinte à la sincérité du scrutin compte-tenu de « l’écart important de voix entre les deux candidats »,.
La commission nationale des comptes de campagne et des financements politiques a par ailleurs rejeté les comptes de campagne d'Yves Jégo pour avoir bénéficié du concours d’une personne morale, la communauté de communes du Pays de Montereau, présidée par le candidat, pour distribuer les masques du département, sans l’avoir déclaré dans son bilan. Il a été condamné à une pénalité de 7 500 €

### Liste des maires
| Période                                  | Période      | Identité                                     | Étiquette | Qualité |
| ---------------------------------------- | ------------ | -------------------------------------------- | --------- | ------- |
| Les données manquantes sont à compléter. |              |                                              |           |         |
| 1693                                     | 1707         | Gattien Salmon                               |           |         |
| 1707                                     | 1707         | Anne François Bretton                        |           |         |
| 1707                                     | 1708         | Étienne Chineau                              |           |         |
| 1708                                     | 1709         | Jacques Piot                                 |           |         |
| 1709                                     | 1710         | Anne François Bretton                        |           |         |
| 1710                                     | 1716         | Étienne Chineau                              |           |         |
| 1734                                     | 1741         | Jean Maillet                                 |           |         |
| 1741                                     | 1756         | Jérôme Perillaut                             |           |         |
| février 1765                             | juillet 1741 | Charles François Le Boux de la Bapaumerie    |           |         |
| 1765                                     | 1769         | Simon Le Coq de Landy                        |           |         |
| 1769                                     | 1772         | Louis Simon Lestumier                        |           |         |
| 1772                                     | 1786         | Charles François Le Boux de la Bapaumerie    |           |         |
| 1786                                     | 1789         | Louis Placide Félicité Regardin de Champrond |           |         |

| Période                                  | Période                      | Identité                                     | Étiquette                    | Qualité |
| ---------------------------------------- | ---------------------------- | -------------------------------------------- | ---------------------------- | --- |
| 1791                                     | 1792                         | Jean Rataud de Chalvais                      | Majorité réformatrice        | Propriétaire Député de Seine-et-Marne à l'Assemblée législative (1791 → 1792) puis au Conseil des Cinq-Cents (1797 → 1799) |
| 1791                                     | 1792                         | Pierre Nicolas Préau                         |                              | |
| 1793                                     | 1795                         | Joseph Louis Darboulin dit Varipon           |                              | |
| mars 1795                                | avril 1795                   | Laurent Soule                                |                              | |
| avril 1795                               | novembre 1795                | Jacques Duchaussy du Coudray                 |                              | |
| 1795                                     | 1798                         | Louis François Joseph Lescuyer               |                              | |
| 1798                                     | 1799                         | Pierre Antoine Deluze                        |                              | |
| 1799                                     | 1800                         | Daniel Paul Chevallier                       |                              | |
| 1800                                     | 1803                         | Pierre Nicolas Preau                         |                              | |
| 1803                                     | 1813                         | Louis Placide Félicité Regardin de Champrond |                              | |
| 1803                                     | 1815                         | Louis Auguste Moreau                         |                              | |
| mai 1815                                 | juillet 1815                 | Marie Louis Michel Jauvet                    |                              | |
| juillet 1815                             | août 1815                    | Louis Auguste Moreau                         |                              | |
| 1815                                     | 1818                         | Jacques Guillon                              |                              | |
| 1818                                     | 1820                         | Marie Louis Michel Jauvet                    |                              | |
| 1820                                     | 1830                         | Jacques Guillon                              |                              | |
| sept 1830                                | décembre 1830                | Étienne Thibault                             |                              | |
| 1831                                     | 1835                         | Nicolas Michon                               |                              | |
| 1835                                     | 1839                         | Auguste Moreau                               |                              | |
| 1839                                     | 1848                         | Nicolas Michon                               |                              | |
| mars 1848                                | 1848                         | Pierre Grandjean                             |                              | |
| 1848                                     | 1853                         | M. Camille Dunod                             |                              | |
| 1853                                     | 1876                         | Adrien Louis Lebeuf de Montgermont           |                              | |
| 1876                                     | 1878                         | Victor Antoine Benoist Sachot                |                              | |
| 1878                                     | février 1882                 | Jules Émile Lefebvre                         |                              | |
| février 1882                             | avril 1883                   | Victor Frémont                               |                              | |
| avril 1883                               | mai 1883                     | Jules Émile Lefebvre                         |                              | |
| mai 1883                                 | septembre 1883               | Victor Frémont                               |                              | |
| septembre 1883                           | 1888                         | Jules Émile Lefebvre                         |                              | |
| 1888                                     | 1862                         | Jacques Joigneau                             |                              | |
| 1892                                     | 1896                         | Didier Désiré Decornoy Ferrand               |                              | |
| 1896                                     | 1897                         | Charles Parisot                              |                              | |
| 1898                                     | 1904                         | Paul Allaire                                 |                              | |
| 1904                                     | 1910                         | Edmond Fortin                                |                              | |
| 1910                                     | 1925                         | Jude Joseph Salmon                           |                              | Propriétaire Conseiller général de Montereau-Fault-Yonne (1913 → 1931) |
| mai 1925                                 | octobre 1925                 | Charles Henri Decornoy                       |                              | |
| 1925                                     | août 1925                    | Maurice Besnard                              |                              | |
| 1925                                     | mai 1926                     | Arthur Bridou                                |                              | |
| 1926                                     | 1928                         | Jean Baptiste Chazal                         | Liste de défense             | |
| 1928                                     | 1935                         | Charles Henry Decornoy                       | Concentration républicaine   | |
| 1935                                     | 1944                         | Charles Baudry                               |                              | |
| Les données manquantes sont à compléter. |                              |                                              |                              | |
| mai 1953                                 | mars 1971                    | Roger Pezout                                 | UNR/UD-Ve                    | Agriculteur Député de Seine-et-Marne (4e circ.) (1963 → 1968) |
| mars 1971                                | mars 1977                    | Samuel Ettedgui                              | PCF                          | Médecin |
| mars 1977                                | mars 1983                    | José Alvarez                                 | PCF                          | Ancien ouvrier typographe |
| mars 1983                                | mars 1989                    | Claude Eymard-Duvernay                       | RPR                          | Médecin Député de Seine-et-Marne (4e circ.) (1978 → 1981) Conseiller régional d'Île-de-France (? → 1999) Conseiller général de Montereau-Fault-Yonne (1979 → 1998 et 1999 → 2004) |
| mars 1989                                | juin 1995                    | Alain Drèze                                  | PS                           | Professeur agrégé d’histoire Réélu en 1990 à la suite de l'annulation du scrutin de mars 1989 |
| juin 1995                                | juin 2017                    | Yves Jégo,                                   | RPR puis UMP (Rad.) puis UDI | Consultant en ressources humaines, avocat Secrétaire d'État chargé de l'Outre-mer (2008 → 2009) Député de Seine-et-Marne (3e circ.) (2002 → 2008 et 2009 → 2018) Président de la CC des Deux Fleuves (2003 → 2016) Président du SYTRADEM (2008 → 2014) Réélu en 2001, 2008 et 2004 Démissionnaire à la suite de sa réélection comme député |
| juillet 2017                             | En cours (au 3 février 2025) | James Chéron (d)                             | UDI                          | Consultant, ancien directeur de cabinet de son prédécesseur Conseiller régional d'Île-de-France (2015 → ) Vice-président de la CC du Pays de Montereau (depuis 2016) Président de l'OPH Confluence Habitat (depuis 2016) Réélu en 2020, |

### Politique de développement durable

#### Eau et assainissement
L’organisation de la distribution de l’eau potable, de la collecte et du traitement des eaux usées et pluviales relève des communes. La loi NOTRe de 2015 a accru le rôle des EPCI à fiscalité propre en leur transférant cette compétence. Ce transfert devait en principe être effectif au 1er janvier 2020, mais la loi Ferrand-Fesneau du 3 août 2018 a introduit la possibilité d’un report de ce transfert au 1er janvier 2026,.

##### Assainissement des eaux usées
En 2020, la gestion du service d'assainissement collectif de la commune de Montereau-Fault-Yonne est assurée par la communauté de communes Pays de Montereau (CCPM) pour la collecte, le transport et la dépollution. Ce service est géré en délégation par une entreprise privée, dont le contrat arrive à échéance le 31 décembre 2026,,.
L’assainissement non collectif (ANC) désigne les installations individuelles de traitement des eaux domestiques qui ne sont pas desservies par un réseau public de collecte des eaux usées et qui doivent en conséquence traiter elles-mêmes leurs eaux usées avant de les rejeter dans le milieu naturel. La communauté de communes Pays de Montereau (CCPM) assure pour le compte de la commune le service public d'assainissement non collectif (SPANC), qui a pour mission de vérifier la bonne exécution des travaux de réalisation et de réhabilitation, ainsi que le bon fonctionnement et l’entretien des installations. Cette prestation est déléguée à la SAUR, dont le contrat arrive à échéance le 31 décembre 2026,.

##### Eau potable
En 2020, l'alimentation en eau potable est assurée par la communauté de communes Pays de Montereau (CCPM) qui en a délégué la gestion à une entreprise privée, dont le contrat expire le 31 décembre 2026,.

### Jumelages
La ville est jumelée avec :
- Walldürn (Allemagne),
- Otley (Grande-Bretagne),
- Paredes (Portugal),
- Aydın (Turquie),
- Safi (Maroc).
- Chishui (Chine).

## Population et société

### Démographie
L'évolution du nombre d'habitants est connue à travers les recensements de la population effectués dans la commune depuis 1793. Pour les communes de plus de 10 000 habitants les recensements ont lieu chaque année à la suite d'une enquête par sondage auprès d'un échantillon d'adresses représentant 8 % de leurs logements, contrairement aux autres communes qui ont un recensement réel tous les cinq ans,.

En 2022, la commune comptait 21 840 habitants, en évolution de +12,8 % par rapport à 2016 (Seine-et-Marne : +3,92 %, France hors Mayotte : +2,11 %).
| 1793  | 1800  | 1806  | 1821  | 1831  | 1836  | 1841  | 1846  | 1851  |
| ----- | ----- | ----- | ----- | ----- | ----- | ----- | ----- | ----- |
| 3 115 | 3 364 | 3 453 | 3 945 | 4 153 | 4 494 | 4 450 | 4 942 | 5 465 |

| 1856  | 1861  | 1866  | 1872  | 1876  | 1881  | 1886  | 1891  | 1896  |
| ----- | ----- | ----- | ----- | ----- | ----- | ----- | ----- | ----- |
| 6 063 | 6 217 | 6 748 | 6 714 | 7 041 | 7 306 | 7 709 | 7 672 | 8 041 |

| 1901  | 1906  | 1911  | 1921  | 1926  | 1931  | 1936  | 1946  | 1954   |
| ----- | ----- | ----- | ----- | ----- | ----- | ----- | ----- | ------ |
| 7 929 | 8 213 | 8 617 | 8 853 | 9 314 | 9 965 | 9 322 | 8 962 | 10 119 |

| 1962   | 1968   | 1975   | 1982   | 1990   | 1999   | 2006   | 2011   | 2016   |
| ------ | ------ | ------ | ------ | ------ | ------ | ------ | ------ | ------ |
| 14 121 | 19 789 | 21 568 | 19 413 | 18 657 | 17 625 | 16 768 | 16 573 | 19 361 |

| 2021   | 2022   | - | - | - | - | - | - | - |
| ------ | ------ | - | - | - | - | - | - | - |
| 22 259 | 21 840 | - | - | - | - | - | - | - |

### Enseignement
Montereau fait partie de la zone C pour les congés scolaires et dépend de l'académie de Créteil.

#### Écoles primaires (maternelle et élémentaire)
- École primaire Albert-Camus
- École primaire Clos Dion
- École primaire Les Ormeaux
- École primaire Pierre-et-Marie-Curie
- École primaire Villa Marie-Louise

#### Écoles maternelles
- École maternelle Antoine-de Saint-Exupéry
- École maternelle Mademoiselle Boyer
- École maternelle Victor-Hugo

#### Écoles élémentaires
- École élémentaire Claude-Sigonneau
- École élémentaire La Poterie
- École Petit Vaugirard
- École Pierre-et-Marie-Curie
- École Albert-Camus

#### Écoles privées
- École primaire privée Sacré Coeur
- École Trait d'Union

#### Collèges
- Collège Pierre-de-Montereau
- Collège Paul-Eluard
- Collège André-Malraux

#### Lycées
- Lycée André-Malraux
- Lycée Flora-Tristan

#### Enseignement Supérieur
- La Digitale Académie, service municipal d'aide à la réussite d'études supérieures diplômantes post bac. Elle est destinée à tous les jeunes 16 à 25 ans, habitant Montereau ou les villes alentour, qui souhaitent poursuivre leurs études mais qui ne peuvent se rendre à l’université.

#### Autres
- Campus Numérique de Montereau, centre de formation professionnelle créé en novembre 2014.

### Culture
La commune compte de nombreux équipements culturels[réf. nécessaire] :
- le conservatoire municipal de musique Gaston-Litaize ;
- la médiathèque Gustave-Flaubert[93] ;
- la médiathèque Alain-Peyrefitte[94] ;
- le musée de la Faïence ;
- le musée Espace Gaïa

### Santé
Montereau-Fault-Yonne dispose d'un centre hospitalier, le centre hospitalier du Sud Seine-et-Marne.

### Sports
- Athlétisme, badminton, football, basket, boxe anglaise, cyclisme, gymnastique, handball, judo, lutte, musculation, natation, pétanque, plongée, taikidudo, tennis, voile, escrime,yoga[95]...
- Montereau-Fault-Yonne a été trois fois la ville-départ de la dernière étape du Tour de France cycliste en 1977, 2004 et en 2009.

#### Infrastructures
Sources : site de la commune.
- Stade urbain Mehdi Ghazi (1 mini terrain de football synthétique ouvert à tous).
- Stade Jean Bouin (3 terrains de football dont 2 gazonnés et 2 stabilisés et 1 piste d'athlétisme en revêtement synthétique).
- Stade Robert Chalmeau (1 terrain synthétique éclairé, 1 piste d'athlétisme et 1 terrain multisport en synthétique).
- Centre Omnisports Jean Allasseur (1 salle multisports, 1 salle de lutte & karaté et 1 salle de danse).
- Gymnase Robert Chalmeau.
- Gymnase du Clos Dion.
- Gymnase Honoré de Balzac.
- Complexe Jacky Boiché (1 salle de musculation, 1 salle de judo / arts martiaux, 1 salle d'escrime, 1 plateau d'évolution multisports, 1 salle de gym et 1 salle de boxe).
- Salle Richelieu - Boxe Française (1 ring et 1 salle d'entraînement avec appareils de musculation crossfit).
- Complexe tennistique (3 terrains couverts, 3 terrains extérieurs, 1 court de padel et 1 Beach tennis).
- Stand de tir (pas de tir à 10 mètres, 25 mètres et 50 mètres).
- Piscine municipale - complexe sportif municipal des Rougeaux (1 bassin de 25 mètres, 1 bassin d'apprentissage et 1 salle de gymnastique).

### Manifestations culturelles et festivités
Plusieurs événements sont liés à la commune. Ils incluent notamment :
- les dimanches du Kiosque (tous les dimanches, au kiosque du parc des Noues),uniquement en été.
- la foire annuelle de la Saint-Parfait (fin avril, parc des Noues),

## Économie

### Revenus de la population et fiscalité
En 2017, le nombre de ménages fiscaux de la commune était de 7 439 (dont 33 % imposés), représentant 19 277 personnes et la  médiane du revenu disponible par unité de consommation  de 14 960 euros.

### Emploi
En 2017, le nombre total d’emplois dans la zone était de 8 627, occupant 5 866 actifs  résidants.
Le taux d'activité de la population (actifs ayant un emploi) âgée de 15 à 64 ans s'élevait à 48,4 % contre un taux de chômage de 16,4 %.
Les 35,2 % d’inactifs se répartissent de la façon suivante : 12,2 % d’étudiants et stagiaires non rémunérés, 4,6 % de retraités ou préretraités et 18,5 % pour les autres inactifs.

### Entreprises et commerces
En 2017, le nombre d'établissements actifs était de 539 dont
1 dans l'agriculture-sylviculture-pêche, 56 dans l’industrie, 64 dans la construction, 339 dans le commerce-transports-services divers et 79  étaient relatifs au secteur administratif.
Ces établissements ont pourvu 7 600 postes salariés.
En 2019,  211 entreprises ont été créées sur le territoire de la commune, dont 137 individuelles.
Les principales industries de la ville sont :
- Silec Cable, filiale depuis octobre 2005 de General Cable, racheté en juin 2018 par le groupe italien Prysmian Group. Le site produit des câbles électriques depuis sa fondation en 1932 ;
- La SAM (ancienne Société des aciéries de Montereau), aciérie électrique et laminoir accompagné d'un train à fil, filiale du sidérurgiste italien Riva[100] ;
- Xella Thermopierre, fabricant de béton cellulaire ;
- Butagaz centre de remplissage de bouteilles de gaz ;
- SBC, ex CERMEF, filiale de Soletanche Bachy, spécialiste des fondations spéciales.

### Secteurs d'activité

#### Agriculture
Montereau-Fault-Yonne est dans la petite région agricole dénommée la « Bassée » ou « Basse Seine », au sud-est du département. En 2010, l'orientation technico-économique de l'agriculture sur la commune est la culture de céréales et d'oléoprotéagineux (COP).
Si la productivité agricole de la Seine-et-Marne se situe dans le peloton de tête des départements français, le département enregistre un double phénomène de disparition des terres cultivables (près de 2 000 ha par an dans les années 1980, moins dans les années 2000) et de réduction d'environ 30 % du nombre d'agriculteurs dans les années 2010. Cette tendance se retrouve au niveau de la commune où le nombre d’exploitations est passé de 3 en 1988 à 2 en 2010. Parallèlement, la taille de ces exploitations augmente, passant de 18 ha en 1988 à 255 ha en 2010.
Le tableau ci-dessous présente les principales caractéristiques des exploitations agricoles de Montereau-Fault-Yonne, observées sur une période de 22 ans :
|                                      | 1988 | 2000 | 2010 |
| ------------------------------------ | ---- | ---- | ---- |
| Dimension économique,                |      |      |      |
| Nombre d’exploitations (u)           | 3    | 2    | 2    |
| Travail (UTA)                        | 3    | 6    | 2    |
| Surface agricole utilisée (ha)       | 53   | 28   | 510  |
| Cultures                             |      |      |      |
| Terres labourables (ha)              | 50   | s    | s    |
| Céréales (ha)                        | s    | s    | s    |
| dont blé tendre (ha)                 | s    | s    | s    |
| dont maïs-grain et maïs-semence (ha) | s    | s    | s    |
| Tournesol (ha)                       | s    |      |      |
| Colza et navette (ha)                | 0    |      | s    |
| Élevage                              |      |      |      |
| Cheptel (UGBTA)                      | 8    | 0    | 0    |

## Culture locale et patrimoine

### Lieux et monuments

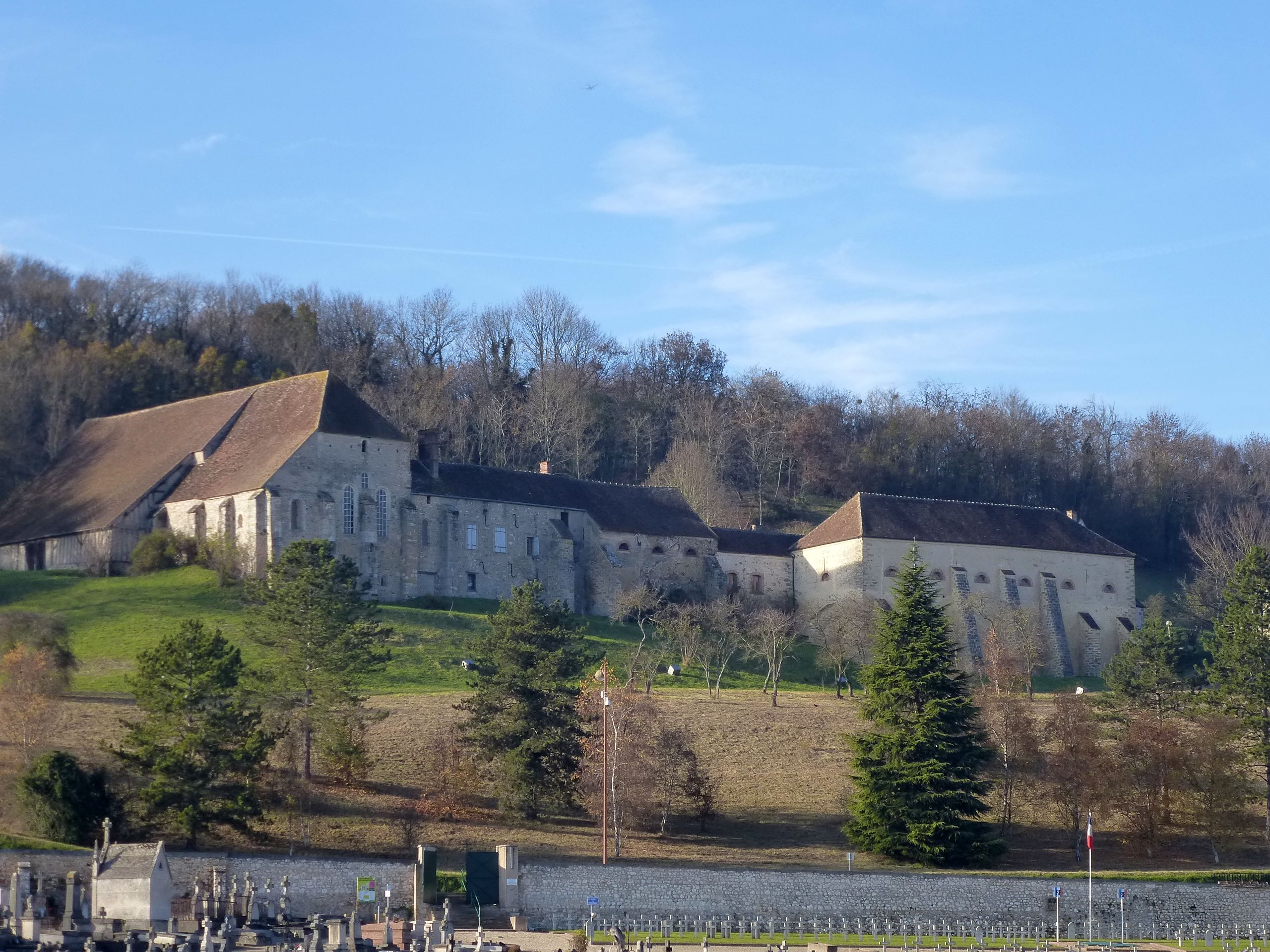
Le prieuré Saint-Martin.

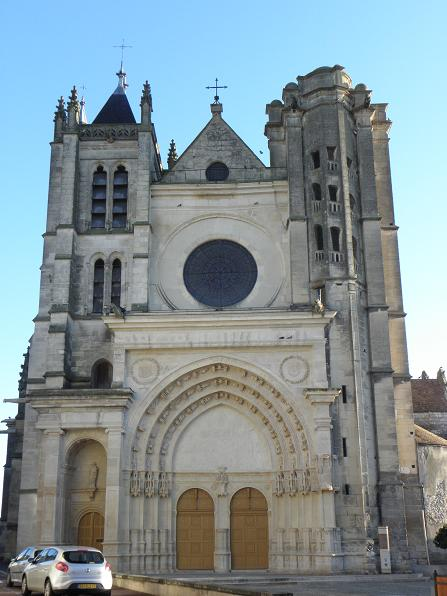
La façade de la collégiale Notre-Dame-et-Saint-Loup.

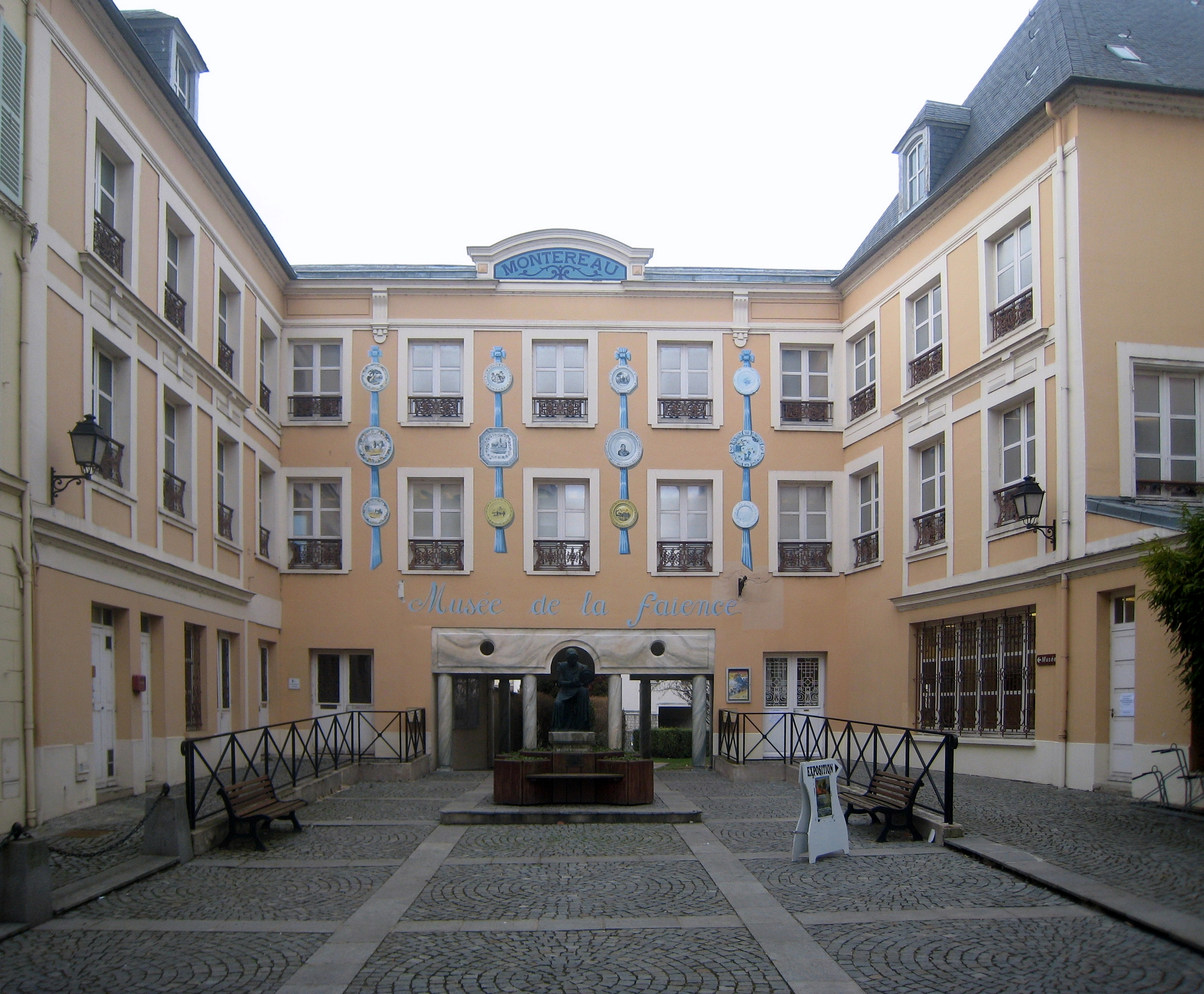
Musée de la faïence de Montereau.

- Le prieuré Saint-Martin : fondé en 908 sur le coteau est de la colline de Surville, il est rattaché l'abbaye Saint-Laumer de Blois. Il devient une ferme qui fut abandonnée dans les années 1960. Des fouilles sont entreprises et mettent au jour dans l'ancienne chapelle des vestiges des XIe et XIIIe siècles en particulier des sarcophages dont certains réemplois sont visibles dans les contreforts.
- La collégiale Notre-Dame-et-Saint-Loup : elle est construite pour être le lieu de culte du chapitre de neuf chanoines fondé en 1195 par l'archevêque de Sens. Elle est édifiée du XIIe au XVIe siècle et placée sous le double vocable de Notre-Dame et de saint Loup lors de la suppression du chapitre en 1772. La collégiale Notre-Dame-et-Saint-Loup renferme, accrochée la cinquième travée de la nef, une épée qui selon la tradition aurait appartenu à Jean sans Peur (elle daterait en réalité de l'époque de Louis XIV).
- L'hospice de la Charité : cette maison à encorbellement est l'une des trois seules qui subsistent à Montereau-Fault-Yonne. En 1695, Jeanne Chineau, fille et épouse de notables, en fait don à la confrérie des dames de la Charité. La confrérie y recueille et y soigne les malades pauvres de la ville et des faubourgs jusqu'en 1717.
- La statue équestre de Napoléon Ier : en 1867, sous le Second Empire, est érigée au confluent une statue équestre de Napoléon Ier, œuvre Charles Pierre Victor Pajol (1812-1896), fils aîné du général Pajol et général du Second Empire. Elle est inaugurée le 18 août 1868. Le socle comporte deux bas-reliefs illustrant la Bataille de Montereau : Napoléon pointant les canons depuis le plateau de Surville et la charge du général Pajol.
- Le musée de la faïence de Creil-Montereau : la manufacture de faïence fine de Montereau, fondée en 1745, associée à celle de Creil de 1840 à 1895, puis à celle de Choisy en 1920, ferme ses portes en 1955. En 1985, un musée spécialisé est ouvert dans l’ancien hôtel des Postes. Il présente une sélection de 400 pièces illustrant l’évolution des formes et des décors au fil du temps.
- Le quartier de Surville[104],[105],[106] : grand ensemble construit par les frères Luc et Xavier Arsène-Henry, prix de Rome, entre 1961 et 1974. Par arrêté ministériel du 3 août 1959, un terrain de 114 hectares sur un plateau dominant la ville est déclarée zone à urbaniser en priorité. Il comprend un des tout premiers exemples de logements évolutifs. Finalement, ce sont 4 725 logements qui sont construits (sur un total de 6 000 prévus à l'origine).
Le projet de renouvellement urbain (2004-2008) en lien avec l'Agence nationale pour la rénovation urbaine (ANRU) prévoit la destruction de 1 354 logements essentiellement dans la partie nord et ouest du quartier (quartier d'Alembert, Lavoisier, Jules-Ferry et Jean-sans-Peur). 921 logements sociaux doivent être reconstruits dans le quartier.
- La réserve naturelle régionale de la colline Saint-Martin et des Rougeaux, créée le 27 juillet 1995 comme RNV et reclassée en RNR en 2024. Propriété de la ville de Montereau, la réserve naturelle est riche de plus de 400 espèces végétales, dont plusieurs espèces protégées, fréquentée par de nombreux oiseaux, insectes et mammifères. Elle présente des milieux naturels variés (boisements, pelouses sèches, prairie…).
- Pseudo-menhirs du Bas des Sept Grés : quatre anciennes bornes identifiées à tort comme menhirs et classées comme monument historique depuis 1889[107].
- Le vieux château : Seul vestige de l'ancienne forteresse construite au XIe siècle par Rainard comte de Sens au confluent de l'Yonne et de la Seine.
- Les caves Saint-Nicolas : Sur la base du versant de Surville; ces caves servaient d’entrepôts pour les vignerons et négociants jusqu'au XIXe siècle.
- Mosquée El Mouhcinine de Montereau-Fault-Yonne.
- Salle Rustic, ancienne usine de matériel agricole devenue salle polyvalente.
- Hôtel de la Caisse d'épargne.
- Château des Amendes.

#### Monuments disparus
- Le château de Surville.
- Les éléments de la forteresse de Montereau dont le donjon et les portes protégeant les entrées sur les ponts.

### Montereau-Fault-Yonne dans la littérature
Antoine Bertin, dans Voyage en Bourgogne (1777) garde un mauvais souvenir de son repas à Montereau mais donne une vision poétique de l'Yonne et de la Seine.
Victor Hugo ne semble pas garder non plus un bon souvenir de son passage à Montereau. Il note dans son journal : 26 juillet 1835, Montereau : Je suis parti hier matin à sept heures par le bateau à vapeur… fort contrarié de ne pas trouver de voiture, et ne sachant pas encore en ce moment si je partirai dans une heure pour Sens par la diligence ou demain matin en cabriolet pour Provins. J'ai affaire à d'affreux loueurs de voitures qui font tout ce qu'ils peuvent pour me rançonner.
Alexandre Dumas, dans Impressions de voyage (1851), donne une description de la ville et narre l'assassinat de Jean sans Peur et la bataille de 1814.
Dans L'Éducation sentimentale, de Gustave Flaubert (1869), le héros, Frédéric Moreau, quitte Paris en bateau sur le Ville de Montereau. Il fait plusieurs passages à Montereau.
Guillaume Apollinaire mentionne Montereau dans Le flâneur des deux rives, publié en 1918.
Camille Mulley situe dans la région de Montereau l'action de son roman, Le dernier Sainte-Hélène, publié en 1937.

### Personnalités liées à la commune
- Marguerite Achard (1874-1963), harpiste et compositrice
- André Barrault (1909-1972), chanoine du diocèse de Meaux, auteur d'une monographie sur Montereau.
- Rolland-Michel Barrin (1693-1756), officier de marine et aristocrate est mort à Montereau.
- Christian Bouillé (1948-2005), peintre et dessinateur, est né à Montereau.
- Pierre Broué (1926-2005), historien et écrivain, auteur de nombreux ouvrages sur Léon Trotski et le trotskisme, a enseigné de nombreuses années au lycée de Montereau.
- Franck Butter (1963), joueur de basket-ball, champion d'Europe en 1993 avec le CSP Limoges, est né à Montereau.
- Marcel Capron (1896-1982), homme politique, y est né.
- Jade Chkif (1980-2021), acteur, a passé son enfance et son adolescence à Montereau.
- Georges Claude (1870-1960), chimiste, découvrit l'air liquide dans son usine de La Grande-Paroisse, non loin de Montereau.
- Paul Delair (1842-1894), auteur dramatique, poète, chansonnier et romancier français, est né à Montereau.
- Cécile Duflot (1975), élue secrétaire nationale des Verts en décembre 2006, nommée le 16 mai 2012 ministre de l'égalité des territoires et du logement, a vécu toute son enfance et son adolescence à Montereau. Elle fut élève successivement à l'école Jules-Ferry, au collège André-Malraux puis au lycée André-Malraux.
- Émile Daumont (1834-1921), peintre et graveur né à Montereau-Fault-Yonne[111].
- Archambaud de Foix-Navailles (?-1419), conseiller et chambellan de Jean sans Peur, est mort à Montereau en 1419.
- Paul Fugère (1851-1920), acteur et un artiste lyrique, quitte la scène, en 1911 et devient hôtelier à la Villa Marie-Louise[112].
- Jordan Ikoko (1994), footballeur né à Montereau. Il joue à l'En avant Guingamp.
- Jean-François Jodar (1949), ancien footballeur professionnel, six fois sélectionné en équipe de France au poste de défenseur, est né à Montereau.
- Sébastien Josse (1975), navigateur, est né à Montereau.
- Neeskens Kebano (1992), footballeur né à Montereau. Il joue au Fulham Football Club.
- La famille Lebeuf de Montgermont[113] qui dirigea la manufacture de faïence de Montereau.
  - Louis Martin Lebeuf (1792-1854), directeur de la manufacture de faïence de Montereau. Député conservateur sous la monarchie de Juillet, la Seconde République et sénateur bonapartiste sous le Second Empire. Anobli[114], il achète à Pringy le château de Montgermont.
- Jean-Marie Massou (1950-2020), artiste, est né à Montereau.
- Renan Mazéas (1982), comédien français, a passé son enfance à Montereau.
- Johan Mombaerts (1984), coureur cycliste français né à Montereau.
- Claire Pérot (1982), actrice et chanteuse, est née à Montereau. Elle fut à l'affiche de Mozart, l'opéra rock.
- Paul Quesvers (1839-1903), historien local français, est né à Montereau[115]. Il a réalisé plusieurs écrits sur la ville.
- Rahim (chanteur) (1963-2010) chanteur algérien de musique kabyle, de 1995 à 2010.
- Danielle Simonnet (1971), femme politique française, est née à Montereau.
- Pierre Thuin (1731-1808), évêque constitutionnel de Seine-et-Marne de 1791 à 1793, est né à Montereau.
- Charlotte de Turckheim (1955), actrice, est née à Montereau.
- Julien Serre (1992), artiste né à Montereau.

### Héraldique
| Blason de Montereau-Fault-Yonne | Blason  | De gueules aux trois tours d’argent ouvertes du champ et maçonnées de sable, au chef cousu d’azur chargé de trois fleurs de lys d’or. |
| Blason de Montereau-Fault-Yonne | Détails | |